# Mercedes-Benz Clase C
El Mercedes-Benz Clase C es un automóvil de turismo del segmento D producido por el fabricante alemán Mercedes-Benz desde el año 1993. Es el sucesor del Mercedes-Benz 190 (W201). Algunos de sus principales rivales han sido el BMW Serie 3, los Audi A4 y Audi A5, el Lexus IS, el Saab 9-3, el Infiniti G, el Jaguar X-Type y el Volvo S60.

## Historia

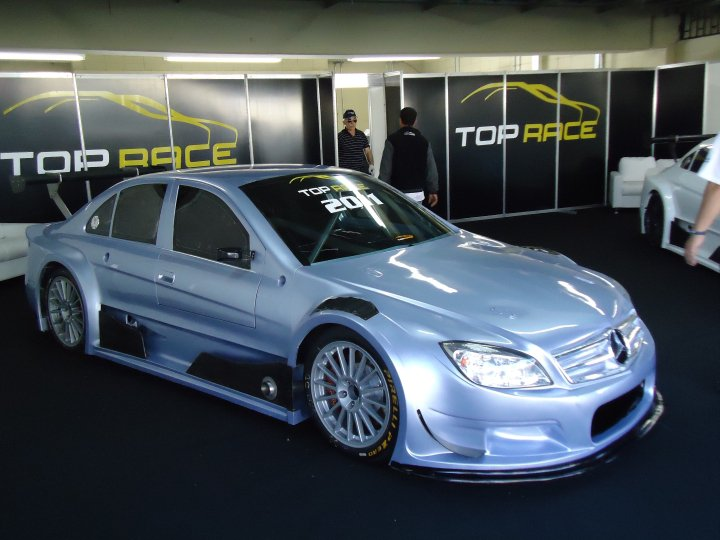
Modelo 2012 de la categoría argentina Top Race.

El Clase C fue producido con carrocerías sedán de cuatro puertas, familiar de cinco puertas y hatchback de tres puertas, las dos primeras de cinco plazas y la tercera de cuatro plazas. Tiene motor delantero longitudinal y tracción trasera o a las cuatro ruedas. Este modelo, es uno de los más representativos de la marca alemana, ya que fue presentado como el sucesor del Mercedes-Benz 190, del cual la primera generación del Clase C guarda muchos rasgos característicos de diseño. 
La primera generación compitió exitosamente en el Deutsche Tourenwagen Meisterschaft y la segunda en el Deutsche Tourenwagen Masters. La tercera generación del Clase C, fue presentada para competición en el mismo año de lanzamiento del modelo de calle, en 2008. Desde ese momento, el coche deportivo es desarrollado y fabricado por Mercedes-AMG la división deportiva de Mercedes-Benz que a su vez también produce una versión deportiva del modelo de calle. 
En Argentina, el diseño de la segunda y tercera generación del Clase C, son utilizados para la fabricación de prototipos de carreras de la categoría de automovilismo Top Race V6. La carrocería del Clase C, es moldeada a partir de matrices que la categoría tiene en su propia fábrica, que arma sus modelos utilizando resinas en lugar de metal. Estos modelos de competición, son equipados con jaulas y estructuras fabricadas en los talleres de la categoría y con motores V6, fabricados íntegramente en Argentina por Oreste Berta bajo la modificación de motores Jaguar. Este modelo, es uno de los más utilizados junto al Ford Mondeo y el Volkswagen Passat. El primer modelo utilizado del Clase C, fue la segunda generación que fue presentada en el año 2006. En el año 2008 y tras la aparición de la tercera generación, el modelo fue aggiornado, presentando en su frente rasgos característicos de la tercera generación como sus faros trapezoidales y el logo de Mercedes-Benz en el centro de la parrilla. En el año 2012, la tercera generación fue utilizada para crear un nuevo parque automotor del TRV6, siendo la segunda generación relegada a la divisional Top Race Series V6. Desde su aparición en la categoría, el Clase C obtuvo dos campeonatos de TRV6, logrando el Torneo Clausura del segundo semestre del año 2010 y la Temporada 2011, los dos de la mano del piloto Agustín Canapino.

## Primera generación (W202)
La primera generación del Clase C (código de fabricación: "W202") fue introducida al mercado en 1993. Existe con carrocerías sedán y familiar, y con transmisiones manuales de cinco o seis velocidades y automáticas de cuatro o cinco marchas.

### Motorizaciones
Los motores gasolina de cuatro cilindros en línea son un 1.8 litros en variantes N/A con 122CV ("C180") y con compresor volumétrico de 143 CV ("C 180 Kompressor"), un 2.0 litros atmosférico de 136 CV ("C 200") o con compresor volumétrico de 180 y 192 CV ("C 200 Kompressor"), un 2.2 litros N/A de 150 CV ("C 220"), y un 2.2 litros N/A de 150 CV ("C 230"), un 2.3 con compresor volumétrico de 193 CV ("C 230 Kompressor"); el seis cilindros en línea es un 2.8 litros de 194 CV ("C 280"); y los V6 son un 2.4 litros (luego 2.6 litros) de 170 CV ("C 240") y un 2.8 litros de 193 y 197 CV ("C 280"). Las variantes deportivas, preparadas por AMG, tienen un seis cilindros en línea de 3.6 litros y 280 CV ("C 36 AMG"), un V8 de 4.3 litros y 306 CV ("C 43 AMG"), y un V8 de 5.4 litros y 347 CV ("C 55 AMG"). Los V6 tienen tres válvulas por cilindro, y el resto cuatro.
También surgieron otras versiones de competición homologadas para calle, como el Mercedes-Benz C18-16 AMG (W202), version con un motor de cuatro cilindros y turbo, una reconstrucción de los 16 válvulas anteriormente utilizados por la marca y varias mejoras en su chasis para la reducción de peso, con un motor de 1.8 litros, 267 hp y 490 N/m de par motor.
Este automóvil fue diseñado con parámetros del antiguo grupo B, junto con una caja de grupo corto, suspensión bilstein, ejes ensanchado y línea de escape directa. Estas versiones disponían de diferencial autoblocante de tipo Torsen para su mejor comportamiento en su perdida de tracción en los puertos de montaña.
Los diésel son un cuatro cilindros en línea atmosférico de 2.0 litros, cuatro válvulas por cilindro y 75 CV("C200 D"), un cuatro cilindros en línea de 2.2 litros y cuatro válvulas por cilindro existente en versiones atmosférica de 95 CV ("C220 D") y con turbocompresor e inyección directa common-rail de 102 o 125 CV("C220 CDI"), y un cinco cilindros en línea de 2.5 litros y cuatro válvulas por cilindro en versiones atmosférica de 113 CV ("C250 D") y con turbocompresor de 150 CV ("C250 TD").
| Motores de gasolina            | Motores de gasolina                                                                        | Motores de gasolina                                                                        | Motores de gasolina                                                                        | Motores de gasolina                                                                        | Motores de gasolina                                                                        | Motores de gasolina                                                                        | Motores de gasolina                                                                        | Motores de gasolina                                                                        | Motores de gasolina                                                                        | Motores de gasolina                                                                        | Motores de gasolina                                                                        | Motores de gasolina                                                                        | Motores de gasolina                                                                        | Motores de gasolina                                                                        | Motores de gasolina                                                                        | Motores de gasolina |
|                                | 180                                                                                        | 180                                                                                        | 200                                                                                        | 200                                                                                        | 200 Kompressor                                                                             | 200 Kompressor                                                                             | 220                                                                                        | 230                                                                                        | 230 Kompressor                                                                             | 240                                                                                        | 280                                                                                        | 280                                                                                        | 36 AMG                                                                                     | 43 AMG                                                                                     | 55 AMG                                                                                     |                     |
| ------------------------------ | ------------------------------------------------------------------------------------------ | ------------------------------------------------------------------------------------------ | ------------------------------------------------------------------------------------------ | ------------------------------------------------------------------------------------------ | ------------------------------------------------------------------------------------------ | ------------------------------------------------------------------------------------------ | ------------------------------------------------------------------------------------------ | ------------------------------------------------------------------------------------------ | ------------------------------------------------------------------------------------------ | ------------------------------------------------------------------------------------------ | ------------------------------------------------------------------------------------------ | ------------------------------------------------------------------------------------------ | ------------------------------------------------------------------------------------------ | ------------------------------------------------------------------------------------------ | ------------------------------------------------------------------------------------------ | ------------------- |
| Periodo                        | 1993-1996                                                                                  | 1996-2000                                                                                  | 1993-1996                                                                                  | 1996-2000                                                                                  | 1995-1996                                                                                  | 1996-2000                                                                                  | 1993-1996                                                                                  | 1996-1998                                                                                  | 1995-2000                                                                                  | 1997-2000                                                                                  | 1993-1997                                                                                  | 1997-2000                                                                                  | 1993-1997                                                                                  | 1997-2000                                                                                  | 1998-2000                                                                                  |                     |
| Identificación del motor       | M 111 E 18                                                                                 | M 111 E 18                                                                                 | M 111 E 20                                                                                 | M 111 E 20                                                                                 | M 111 E 20 ML                                                                              | M 111 E 20 ML                                                                              | M 111 E 22                                                                                 | M 111 E 23                                                                                 | M 111 E 23 ML                                                                              | M 112 E 24                                                                                 | M 104 E 28                                                                                 | M 112 E 28                                                                                 | M 104 E 36                                                                                 | M 113 E 43                                                                                 | M 113 E 55                                                                                 |                     |
| Tipo de motor                  | L4 16v                                                                                     | L4 16v                                                                                     | L4 16v                                                                                     | L4 16v                                                                                     | L4 16v, compresor, intercooler                                                             | L4 16v, compresor, intercooler                                                             | L4 16v                                                                                     | L4 16v                                                                                     | L4 16v, compresor, intercooler                                                             | V6 18v                                                                                     | L6 24v                                                                                     | V6 18v                                                                                     | L6 24v                                                                                     | V8 24v                                                                                     | V8 24v                                                                                     |                     |
| Diámetro x carrera             | 85.3 mm × 78.7 mm                                                                          | 85.3 mm × 78.7 mm                                                                          | 89.9 mm × 78.7 mm                                                                          | 89.9 mm × 78.7 mm                                                                          | 89.9 mm × 78.7 mm                                                                          | 89.9 mm × 78.7 mm                                                                          | 89.9 mm × 86.6 mm                                                                          | 90.9 mm × 88.4 mm                                                                          | 90.9 mm × 88.4 mm                                                                          | 83.2 mm × 73.5 mm                                                                          | 89.9 mm × 73.5 mm                                                                          | 89.9 mm × 73.5 mm                                                                          | 91.0 mm × 92.4 mm                                                                          | 89.9 mm × 84.1 mm                                                                          | 97.0 mm × 92.0 mm                                                                          |                     |
| Cilindrada                     | 1799 cm³                                                                                   | 1799 cm³                                                                                   | 1998 cm³                                                                                   | 1998 cm³                                                                                   | 1998 cm³                                                                                   | 1998 cm³                                                                                   | 2199 cm³                                                                                   | 2295 cm³                                                                                   | 2295 cm³                                                                                   | 2398 cm³                                                                                   | 2799 cm³                                                                                   | 2799 cm³                                                                                   | 3606 cm³                                                                                   | 4266 cm³                                                                                   | 5439 cm³                                                                                   |                     |
| Relación de compresión         | 9.8: 1                                                                                     | 9.8: 1                                                                                     | 9.6: 1                                                                                     | 10.4: 1                                                                                    | 8.5: 1                                                                                     | 8.5: 1                                                                                     | 10.0: 1                                                                                    | 10.4: 1                                                                                    | 8.5: 1                                                                                     | 10.0: 1                                                                                    | 10.0: 1                                                                                    | 10.0: 1                                                                                    | 10.5: 1                                                                                    | 10.0: 1                                                                                    | 10.5: 1                                                                                    |                     |
| Potencia máxima: CV (kW) @ rpm | 122 CV (90 kW) @ 5500                                                                      | 122 CV (90 kW) @ 5500                                                                      | 136 CV (100 kW) @ 5500                                                                     | 136 CV (100 kW) @ 5500                                                                     | 180 CV (132 kW) @ 5300                                                                     | 192 CV (141 kW) @ 5300                                                                     | 150 CV (110 kW) @ 5500                                                                     | 150 CV (110 kW) @ 5400                                                                     | 193 CV (142 kW) @ 5300                                                                     | 170 CV (125 kW) @ 5900                                                                     | 193 CV (142 kW) @ 5500                                                                     | 197 CV (145 kW) @ 5800                                                                     | 280 CV (206 kW) @ 5750                                                                     | 306 CV (225 kW) @ 5850                                                                     | 347 CV (255 kW) @ 5500                                                                     |                     |
| Par máximo: Nm @ rpm           | 170 Nm @ 4200                                                                              | 170 Nm @ 3700-4500                                                                         | 190 Nm @ 4000                                                                              | 190 Nm @ 3700-4500                                                                         | 260 Nm @ 2500-4800                                                                         | 270 Nm @ 2500-4800                                                                         | 210 Nm @ 4000                                                                              | 220 Nm @ 3700-4500                                                                         | 280 Nm @ 2500-4800                                                                         | 225 Nm @ 3000-5000                                                                         | 270 Nm @ 3750                                                                              | 265 Nm @ 3000                                                                              | 385 Nm @ 4000-4750                                                                         | 410 Nm @ 3250-5000                                                                         | 510 Nm @ 2800-4500                                                                         |                     |
| Tracción                       | Trasera                                                                                    | Trasera                                                                                    | Trasera                                                                                    | Trasera                                                                                    | Trasera                                                                                    | Trasera                                                                                    | Trasera                                                                                    | Trasera                                                                                    | Trasera                                                                                    | Trasera                                                                                    | Trasera                                                                                    | Trasera                                                                                    | Trasera                                                                                    | Trasera                                                                                    | Trasera                                                                                    |                     |
| Transmisión                    | Manual, 5 velocidades / Automática, 4 velocidades (hasta 1996) / Automática, 5 velocidades | Manual, 5 velocidades / Automática, 4 velocidades (hasta 1996) / Automática, 5 velocidades | Manual, 5 velocidades / Automática, 4 velocidades (hasta 1996) / Automática, 5 velocidades | Manual, 5 velocidades / Automática, 4 velocidades (hasta 1996) / Automática, 5 velocidades | Manual, 5 velocidades / Automática, 4 velocidades (hasta 1996) / Automática, 5 velocidades | Manual, 5 velocidades / Automática, 4 velocidades (hasta 1996) / Automática, 5 velocidades | Manual, 5 velocidades / Automática, 4 velocidades (hasta 1996) / Automática, 5 velocidades | Manual, 5 velocidades / Automática, 4 velocidades (hasta 1996) / Automática, 5 velocidades | Manual, 5 velocidades / Automática, 4 velocidades (hasta 1996) / Automática, 5 velocidades | Manual, 5 velocidades / Automática, 4 velocidades (hasta 1996) / Automática, 5 velocidades | Manual, 5 velocidades / Automática, 4 velocidades (hasta 1996) / Automática, 5 velocidades | Manual, 5 velocidades / Automática, 4 velocidades (hasta 1996) / Automática, 5 velocidades | Manual, 5 velocidades / Automática, 4 velocidades (hasta 1996) / Automática, 5 velocidades | Manual, 5 velocidades / Automática, 4 velocidades (hasta 1996) / Automática, 5 velocidades | Manual, 5 velocidades / Automática, 4 velocidades (hasta 1996) / Automática, 5 velocidades |                     |
| Aceleración 0–100 km/h         | 12.0 s                                                                                     | 12.0 s                                                                                     | 11.0 s                                                                                     | 11.0 s                                                                                     | 8.8 s                                                                                      | 8.4 s                                                                                      | 10.5 s                                                                                     | 10.5 s                                                                                     | 8.4 s                                                                                      | 9.3 s                                                                                      | 8.5 s                                                                                      | 8.3 s                                                                                      | 6.7 s                                                                                      | 6.5 s                                                                                      | 5.5 s                                                                                      |                     |
| Velocidad máxima               | 193 Km/h                                                                                   | 193 Km/h                                                                                   | 203 Km/h                                                                                   | 203 Km/h                                                                                   | 225 Km/h                                                                                   | 227 Km/h                                                                                   | 210 Km/h                                                                                   | 210 Km/h                                                                                   | 230 Km/h                                                                                   | 218 Km/h                                                                                   | 230 Km/h                                                                                   | 232 Km/h                                                                                   | 250 Km/h (Limitada electrónicamente)                                                       | 250 Km/h (Limitada electrónicamente)                                                       | 250 Km/h (Limitada electrónicamente)                                                       |                     |
| Consumo combinado (L/100 km)   | 8.5                                                                                        | 8.3                                                                                        | 8.6                                                                                        | 8.1                                                                                        | 10.6                                                                                       | 10.6                                                                                       | 8.7                                                                                        | 9.4                                                                                        | 9.9                                                                                        | 9.8                                                                                        | 10.6                                                                                       | 10.1                                                                                       | 10.7                                                                                       | 11.7                                                                                       | 11.9                                                                                       |                     |

| Periodo                        | 1993-1995                                                                                  | 1996-1998                                                                                  | 1998-1999                                                                                  | 1999-2000                                                                                  | 1993-1999                                                                                  | 1998-1999                                                                                  | 1999-2000                                                                                  | 1993-1996                                                                                  | 1995-2000                                                                                  |                                                                                            |                                                                                            |                                                                                            |                                                                                            |                                                                                            |                                                                                            |
| Identificación del motor       | OM 601 D 20                                                                                | OM 604 D 20                                                                                | OM 611 DE 22 LA red                                                                        | OM 611 DE 22 LA red                                                                        | OM 604 D 22                                                                                | OM 611 DE 22 LA                                                                            | OM 611 DE 22 LA                                                                            | OM 605 D 25                                                                                | OM 605 D 25 LA                                                                             |                                                                                            |                                                                                            |                                                                                            |                                                                                            |                                                                                            |                                                                                            |
| Tipo de motor                  | L4 8v                                                                                      | L4 16v                                                                                     | L4 16v, inyección directa, common-rail, turbo, intercooler                                 | L4 16v, inyección directa, common-rail, turbo, intercooler                                 | L4 16v                                                                                     | L4 16v, inyección directa, common-rail, turbo, intercooler                                 | L4 16v, inyección directa, common-rail, turbo, intercooler                                 | L5 20v                                                                                     | L5 20v, turbo, intercooler                                                                 |                                                                                            |                                                                                            |                                                                                            |                                                                                            |                                                                                            |                                                                                            |
| Diámetro x carrera             | 84.0 mm × 87.0 mm                                                                          | 87.0 mm × 84.0 mm                                                                          | 88.0 mm × 88.4 mm                                                                          | 88.0 mm × 88.3 mm                                                                          | 89.0 mm × 86.6 mm                                                                          | 88.0 mm × 88.4 mm                                                                          | 88.0 mm × 88.3 mm                                                                          | 87.0 mm × 84.0 mm                                                                          | 87.0 mm × 84.0 mm                                                                          |                                                                                            |                                                                                            |                                                                                            |                                                                                            |                                                                                            |                                                                                            |
| Cilindrada                     | 1997 cm³                                                                                   | 1997 cm³                                                                                   | 2151 cm³                                                                                   | 2148 cm³                                                                                   | 2155 cm³                                                                                   | 2151 cm³                                                                                   | 2148 cm³                                                                                   | 2497 cm³                                                                                   | 2497 cm³                                                                                   |                                                                                            |                                                                                            |                                                                                            |                                                                                            |                                                                                            |                                                                                            |
| Relación de compresión         | 22.0: 1                                                                                    | 22.0: 1                                                                                    | 19.0: 1                                                                                    | 19.0: 1                                                                                    | 22.0: 1                                                                                    | 19.0: 1                                                                                    | 19.0: 1                                                                                    | 22.0: 1                                                                                    | 22.0: 1                                                                                    |                                                                                            |                                                                                            |                                                                                            |                                                                                            |                                                                                            |                                                                                            |
| Potencia máxima: CV (kW) @ rpm | 75 CV (55 kW) @ 4600                                                                       | 88 CV (65 kW) @ 5000                                                                       | 102 CV (75 kW) @ 4200                                                                      | 102 CV (75 kW) @ 4200                                                                      | 95 CV (70 kW) @ 5000                                                                       | 125 CV (92 kW) @ 4200                                                                      | 125 CV (92 kW) @ 4200                                                                      | 113 CV (83 kW) @ 5000                                                                      | 150 CV (110 kW) @ 4400                                                                     |                                                                                            |                                                                                            |                                                                                            |                                                                                            |                                                                                            |                                                                                            |
| Par máximo: Nm @ rpm           | 130 Nm @ 2000-3600                                                                         | 135 Nm @ 2000-4650                                                                         | 235 Nm @ 1500-2600                                                                         | 235 Nm @ 1500-2600                                                                         | 150 Nm @ 3100-4500                                                                         | 300 Nm @ 1800-2600                                                                         | 300 Nm @ 1800-2600                                                                         | 170 Nm @ 2800-4600                                                                         | 280 Nm @ 1800-3600                                                                         |                                                                                            |                                                                                            |                                                                                            |                                                                                            |                                                                                            |                                                                                            |
| Tracción                       | Trasera                                                                                    | Trasera                                                                                    | Trasera                                                                                    | Trasera                                                                                    | Trasera                                                                                    | Trasera                                                                                    | Trasera                                                                                    | Trasera                                                                                    | Trasera                                                                                    | Trasera                                                                                    |                                                                                            |                                                                                            |                                                                                            |                                                                                            |                                                                                            |
| Transmisión                    | Manual, 5 velocidades / Automática, 4 velocidades (hasta 1996) / Automática, 5 velocidades | Manual, 5 velocidades / Automática, 4 velocidades (hasta 1996) / Automática, 5 velocidades | Manual, 5 velocidades / Automática, 4 velocidades (hasta 1996) / Automática, 5 velocidades | Manual, 5 velocidades / Automática, 4 velocidades (hasta 1996) / Automática, 5 velocidades | Manual, 5 velocidades / Automática, 4 velocidades (hasta 1996) / Automática, 5 velocidades | Manual, 5 velocidades / Automática, 4 velocidades (hasta 1996) / Automática, 5 velocidades | Manual, 5 velocidades / Automática, 4 velocidades (hasta 1996) / Automática, 5 velocidades | Manual, 5 velocidades / Automática, 4 velocidades (hasta 1996) / Automática, 5 velocidades | Manual, 5 velocidades / Automática, 4 velocidades (hasta 1996) / Automática, 5 velocidades | Manual, 5 velocidades / Automática, 4 velocidades (hasta 1996) / Automática, 5 velocidades | Manual, 5 velocidades / Automática, 4 velocidades (hasta 1996) / Automática, 5 velocidades | Manual, 5 velocidades / Automática, 4 velocidades (hasta 1996) / Automática, 5 velocidades | Manual, 5 velocidades / Automática, 4 velocidades (hasta 1996) / Automática, 5 velocidades | Manual, 5 velocidades / Automática, 4 velocidades (hasta 1996) / Automática, 5 velocidades | Manual, 5 velocidades / Automática, 4 velocidades (hasta 1996) / Automática, 5 velocidades |
| Aceleración 0–100 km/h         | 19.6 s                                                                                     | -                                                                                          | 13.1 s                                                                                     | 13.1 s                                                                                     | 16.3 s                                                                                     | 10.5 s                                                                                     | 10.5 s                                                                                     | 15.0 s                                                                                     | 10.2 s                                                                                     |                                                                                            |                                                                                            |                                                                                            |                                                                                            |                                                                                            |                                                                                            |
| Velocidad máxima               | 160 Km/h                                                                                   | 172 Km/h                                                                                   | 185 Km/h                                                                                   | 185 Km/h                                                                                   | 175 Km/h                                                                                   | 198 Km/h                                                                                   | 198 Km/h                                                                                   | 190 Km/h                                                                                   | 203 Km/h                                                                                   |                                                                                            |                                                                                            |                                                                                            |                                                                                            |                                                                                            |                                                                                            |
| Consumo combinado (L/100 km)   | 6.6                                                                                        | 7.4                                                                                        | 6.1                                                                                        | 6.1                                                                                        | 6.9                                                                                        | 6.1                                                                                        | 6.1                                                                                        | 7.0                                                                                        | 7.3                                                                                        |                                                                                            |                                                                                            |                                                                                            |                                                                                            |                                                                                            |                                                                                            |

## Segunda generación (W203)
La segunda generación del Clase C salió al mercado en el año 2000. Además de las carrocerías sedán y familiar disponibles en la generación anterior, se agregó una hatchback de tres puertas ("Clase C Sportcoupé"), que compite contra modelos del segmento C como el Audi A3, el BMW Serie 1 y el Volkswagen Golf. Su competidor principal fue el BMW serie 3, carroceria E-46 Compact (modelo compacto de la version berlina, la cual competia con su homologo del W203).
En 2008, el hatchback fue reestilizado y renombrado "Clase CLC". Entre los cambios más notorios, se modificó el aspecto exterior y la oferta de equipamiento. El motor gasolina 2.0 con turbocompresor ("CLC 200 Kompressor") pasó a tener una potencia máxima de 184 CV, y el diésel 2.0 menos potente ("CLC 200 CDI") fue modificado para disminuir el consumo de combustible.

### Motorizaciones
Los motores de gasolina de cuatro cilindros en línea son un 1.8 litros con compresor y cuatro válvulas por cilindro de 143 CV ("C 180 Kompressor"), 163 CV ("C 200 Kompressor") o 192 CV ("C 230 Kompressor"), un cuatro cilindros en línea de 2.0 litros N/A y cuatro válvulas por cilindro con 129 CV ("C 180") o con compresor, de 163 CV ("C 200 Kompressor") o 170CV ("C200 CGI"); un V6 de 2.5 litros y cuatro válvulas por cilindro con 204 CV ("C 230"), un V6 de 2.6 litros y tres válvulas por cilindro con 170 CV ("C 240"), un V6 de 3.0 litros y cuatro válvulas por cilindro con 231 CV ("C 280"), un V6 de 3.2 litros y tres válvulas por cilindro con 218 CV ("C 320"), un V6 de 3.5 litros y cuatro válvulas por cilindro con 272 CV ("C 350"), un V6 de 3.2 litros y tres válvulas por cilindro con 354 CV ("C 32 AMG"), y un V8 de 5.4 litros y tres válvulas por cilindro con 367 CV ("C 55 AMG").
Los Diésel son un cuatro cilindros en línea de 2.2 litros y cuatro válvulas por cilindro que entrega 116 y 143CV ("C 200 CDI" y "C 220 CDI") respectivamente, un cinco cilindros en línea de 2.7 litros y cuatro válvulas por cilindro con 170 CV ("C 270 CDI"), un V6 de 3.0 litros y cuatro válvulas por cilindro con 224 CV ("C 320 CDI"), y un cinco cilindros en línea de 3.0 litros y cuatro válvulas por cilindro con 231 CV ("C 30 CDI AMG").
Posteriormente el C 220 CDI aumentó su potencia a 150 y el C200 CDI aumento a 122 CV. CV.
| Periodo                        | 2000-2002                                         | 2002-2007                                         | 2000-2002                                         | 2002-2007                                         | 2003-2005                                         | 2004-2005                                         | 2005-2007                                         | 2000-2005                                         | 2005-2007                                         | 2000-2005                 | 2005-2007                                         | 2000-2004                            | 2004-2007                            |
| Identificación del motor       | M 111 E 20 EVO                                    | M 271 E 18 ML LR                                  | M 111 E 20 ML EVO                                 | M 271 E 18 ML                                     | M 271 E 18 DE ML                                  | M 271 E 18 ML                                     | M 272 KE 25                                       | M 112 E 26                                        | M 272 KE 30                                       | M 112 E 32                | M 272 KE 35                                       | M 112 E 32 ML                        | M 113 E 55                           |
| Tipo de motor                  | L4 16v                                            | L4 16v, compresor, intercooler                    | L4 16v, compresor, intercooler                    | L4 16v, compresor, intercooler                    | L4 16v, inyección directa, compresor, intercooler | L4 16v, compresor, intercooler                    | V6 24v                                            | V6 18v                                            | V6 24v                                            | V6 18v                    | V6 24v                                            | V6 18v, compresor, intercooler       | V8 24v                               |
| Diámetro x carrera             | 89.9 mm × 78.7 mm                                 | 82.0 mm × 85.0 mm                                 | 89.9 mm × 78.7 mm                                 | 82.0 mm × 85.0 mm                                 | 82.0 mm × 85.0 mm                                 | 82.0 mm × 85.0 mm                                 | 88.0 mm × 68.4 mm                                 | 89.9 mm × 68.2 mm                                 | 88.0 mm × 82.1 mm                                 | 89.9 mm × 84.0 mm         | 92.9 mm × 86.0 mm                                 | 89.9 mm × 84.0 mm                    | 97.0 mm × 92.0 mm                    |
| Cilindrada                     | 1998 cm³                                          | 1796 cm³                                          | 1998 cm³                                          | 1796 cm³                                          | 1796 cm³                                          | 1796 cm³                                          | 2496 cm³                                          | 2597 cm³                                          | 2997 cm³                                          | 3199 cm³                  | 3498 cm³                                          | 3199 cm³                             | 5439 cm³                             |
| Relación de compresión         | 10.6: 1                                           | 10.2: 1                                           | 9.5: 1                                            | 9.5: 1                                            | -                                                 | 9.5: 1                                            | 11.2: 1                                           | 11.0: 1                                           | 11.3: 1                                           | 10.0: 1                   | 10.7: 1                                           | 9.0: 1                               | 11.0: 1                              |
| Potencia máxima: CV (kW) @ rpm | 129 CV (95 kW) @ 5300                             | 143 CV (105 kW) @ 5200                            | 163 CV (120 kW) @ 5300                            | 163 CV (120 kW) @ 5500                            | 170 CV (125 kW) @ 5300                            | 192 CV (141 kW) @ 5800                            | 204 CV (150 kW) @ 6100                            | 170 CV (125 kW) @ 5500                            | 231 CV (170 kW) @ 6000                            | 218 CV (160 kW) @ 5700    | 272 CV (200 kW) @ 6000                            | 354 CV (260 kW) @ 6100               | 367 CV (270 kW) @ 5750               |
| Par máximo: Nm @ rpm           | 190 Nm @ 4000                                     | 220 Nm @ 2500-4200                                | 230 Nm @ 2500-4800                                | 240 Nm @ 3000-4000                                | 250 Nm @ 3000                                     | 260 Nm @ 3500-4000                                | 245 Nm @ 2900-5500                                | 240 Nm @ 4500                                     | 300 Nm @ 2500-5000                                | 310 Nm @ 3000-4600        | 350 Nm @ 2400-5000                                | 450 Nm @ 4400                        | 510 Nm @ 4000                        |
| Tracción                       | Trasera                                           | Trasera                                           | Trasera                                           | Trasera                                           | Trasera                                           | Trasera                                           | Trasera                                           | Trasera / Total (4MATIC)                          | Trasera / Total (4MATIC)                          | Trasera / Total (4MATIC)  | Trasera / Total (4MATIC)                          | Trasera                              | Trasera                              |
| Transmisión                    | Manual, 6 velocidades / Automática, 5 velocidades | Manual, 6 velocidades / Automática, 5 velocidades | Manual, 6 velocidades / Automática, 5 velocidades | Manual, 6 velocidades / Automática, 5 velocidades | Manual, 6 velocidades / Automática, 5 velocidades | Manual, 6 velocidades / Automática, 5 velocidades | Manual, 6 velocidades / Automática, 7 velocidades | Manual, 6 velocidades / Automática, 5 velocidades | Manual, 6 velocidades / Automática, 7 velocidades | Automática, 5 velocidades | Manual, 6 velocidades / Automática, 7 velocidades | Automática, 5 velocidades            | Automática, 5 velocidades            |
| Aceleración 0–100 km/h         | 11.0 s                                            | 9.7 s                                             | 9.3 s                                             | 9.1 s                                             | 9.0 s                                             | 8.1 s                                             | 8.4 s                                             | 9.2 s                                             | 7.3 s                                             | 7.8 s                     | 6.4 s                                             | 5.2 s                                | 5.2 s                                |
| Velocidad máxima               | 210 Km/h                                          | 222 Km/h                                          | 230 Km/h                                          | 234 Km/h                                          | 235 Km/h                                          | 240 Km/h                                          | 245 Km/h                                          | 235 Km/h                                          | 250 Km/h (Limitada electrónicamente)              | 245 Km/h                  | 250 Km/h (Limitada electrónicamente)              | 250 Km/h (Limitada electrónicamente) | 250 Km/h (Limitada electrónicamente) |
| Consumo combinado (L/100 km)   | 9.4                                               | 7.9                                               | 9.7                                               | 8.3                                               | 7.7                                               | 8.9                                               | 9.6                                               | 10.7                                              | 9.7                                               | 10.9                      | 9.8                                               | 11.6                                 | 11.9                                 |

| Motores diesel                 | Motores diesel                                             | Motores diesel                                             | Motores diesel                                             | Motores diesel                                             | Motores diesel                                             | Motores diesel                                             | Motores diesel                                             | Motores diesel                                             | Motores diesel                                             | Motores diesel                                             | Motores diesel |
|                                | 200 CDI                                                    | 200 CDI                                                    | 220 CDI                                                    | 220 CDI                                                    | 220 CDI                                                    | 270 CDI                                                    | 270 CDI                                                    | C 30 CDI AMG                                               | 320 CDI                                                    | 320 CDI                                                    |                |
| ------------------------------ | ---------------------------------------------------------- | ---------------------------------------------------------- | ---------------------------------------------------------- | ---------------------------------------------------------- | ---------------------------------------------------------- | ---------------------------------------------------------- | ---------------------------------------------------------- | ---------------------------------------------------------- | ---------------------------------------------------------- | ---------------------------------------------------------- | -------------- |
| Periodo                        | 2000-2003                                                  | 2003-2007                                                  | 2000-2003                                                  | 2003-2004                                                  | 2004-2007                                                  | 2000-2003                                                  | 2003-2007                                                  | 2003-2005                                                  | 2005-2007                                                  | 2005-2007                                                  |                |
| Identificación del motor       | OM 611 DE 22 LA LR                                         | OM 646 DE 22 LA LR                                         | OM 611 DE 22 LA                                            | OM 646 DE 22 LA                                            | OM 646 DE 22 LA                                            | OM 612 DE 27 LA                                            | OM 612 DE 27 LA                                            | OM 612 DE 30 LA                                            | OM 642 DE 30 LA                                            | OM 642 DE 30 LA                                            |                |
| Tipo de motor                  | L4 16v, inyección directa, common-rail, turbo, intercooler | L4 16v, inyección directa, common-rail, turbo, intercooler | L4 16v, inyección directa, common-rail, turbo, intercooler | L4 16v, inyección directa, common-rail, turbo, intercooler | L4 16v, inyección directa, common-rail, turbo, intercooler | L5 20v, inyección directa, common-rail, turbo, intercooler | L5 20v, inyección directa, common-rail, turbo, intercooler | L5 20v, inyección directa, common-rail, turbo, intercooler | V6 24v, inyección directa, common-rail, turbo, intercooler | V6 24v, inyección directa, common-rail, turbo, intercooler |                |
| Diámetro x carrera             | 88.0 mm × 88.3 mm                                          | 88.0 mm × 88.3 mm                                          | 88.0 mm × 88.3 mm                                          | 88.0 mm × 88.3 mm                                          | 88.0 mm × 88.3 mm                                          | 88.0 mm × 88.3 mm                                          | 88.0 mm × 88.3 mm                                          | 88.0 mm × 97.0 mm                                          | 88.0 mm × 88.3 mm                                          | 88.0 mm × 88.3 mm                                          |                |
| Cilindrada                     | 2148 cm³                                                   | 2148 cm³                                                   | 2148 cm³                                                   | 2148 cm³                                                   | 2148 cm³                                                   | 2685 cm³                                                   | 2685 cm³                                                   | 2950 cm³                                                   | 2987 cm³                                                   | 2987 cm³                                                   |                |
| Relación de compresión         | 18.0: 1                                                    | 18.0: 1                                                    | 18.0: 1                                                    | 18.0: 1                                                    | 18.0: 1                                                    | 18.0: 1                                                    | 18.0: 1                                                    | 16.5: 1                                                    | 18.0: 1                                                    | 18.0: 1                                                    |                |
| Potencia máxima: CV (kW) @ rpm | 116 CV (85 kW) @ 4200                                      | 122 CV (90 kW) @ 4200                                      | 143 CV (105 kW) @ 4200                                     | 143 CV (105 kW) @ 4200                                     | 150 CV (110 kW) @ 4200                                     | 170 CV (125 kW) @ 4200                                     | 170 CV (125 kW) @ 4200                                     | 231 CV (170 kW) @ 3800                                     | 224 CV (165 kW) @ 3800                                     | 224 CV (165 kW) @ 3800                                     |                |
| Par máximo: Nm @ rpm           | 250 Nm @ 1400-2600                                         | 270 Nm @ 1600-2800                                         | 315 Nm @ 1800-2600                                         | 340 Nm @ 2000                                              | 340 Nm @ 2000                                              | 370 Nm @ 1600-2800                                         | 400 Nm @ 1600-2800                                         | 540 Nm @ 2000-2500                                         | 415 Nm @ 1400-3800                                         | 510 Nm @ 1600-2800                                         |                |
| Tracción                       | Trasera                                                    | Trasera                                                    | Trasera                                                    | Trasera                                                    | Trasera                                                    | Trasera                                                    | Trasera                                                    | Trasera                                                    | Trasera                                                    | Trasera                                                    |                |
| Transmisión                    | Manual, 6 velocidades / Automática, 5 velocidades          | Manual, 6 velocidades / Automática, 5 velocidades          | Manual, 6 velocidades / Automática, 5 velocidades          | Manual, 6 velocidades / Automática, 5 velocidades          | Manual, 6 velocidades / Automática, 5 velocidades          | Manual, 6 velocidades                                      | Manual, 6 velocidades / Automática, 5 velocidades          | Automática, 5 velocidades                                  | Manual, 6 velocidades                                      | Automática, 7 velocidades                                  |                |
| Aceleración 0–100 km/h         | 12.1 s                                                     | 11.7 s                                                     | 10.3 s                                                     | 10.3 s                                                     | 10.1 s                                                     | 8.9 s                                                      | 8.9 s                                                      | 6.8 s                                                      | 8.1 s                                                      | 7.2 s                                                      |                |
| Velocidad máxima               | 203 Km/h                                                   | 208 Km/h                                                   | 220 Km/h                                                   | 220 Km/h                                                   | 224 Km/h                                                   | 230 Km/h                                                   | 230 Km/h                                                   | 250 Km/h (Limitada electrónicamente)                       | 246 Km/h                                                   | 250 Km/h (Limitada electrónicamente)                       |                |
| Consumo combinado (L/100 km)   | 6.1                                                        | 5.9                                                        | 6.2                                                        | 5.9                                                        | 6.4                                                        | 6.8                                                        | 6.8                                                        | 7.6                                                        | 7.2                                                        | 7.2                                                        |                |

## Tercera generación (W204)

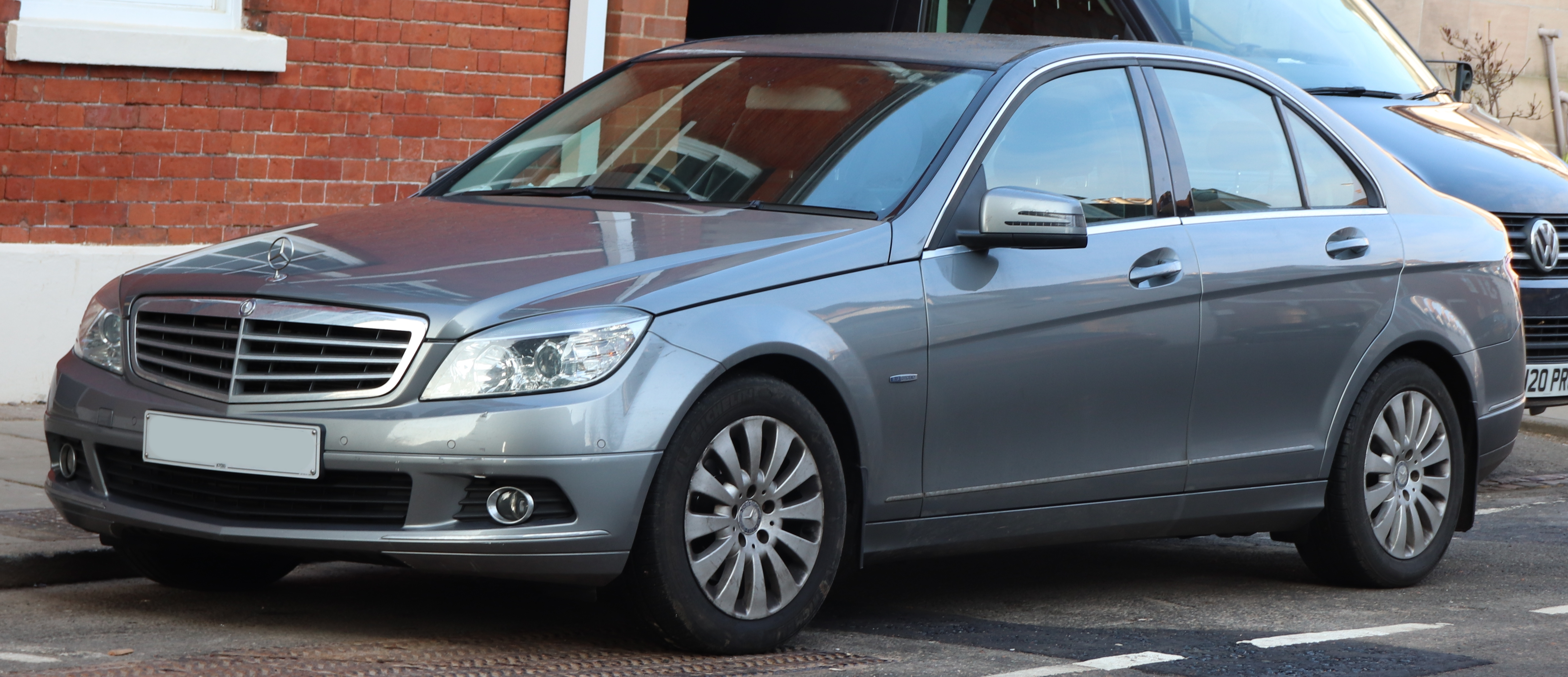
Mercedes-Benz C 180 Elegance CGI
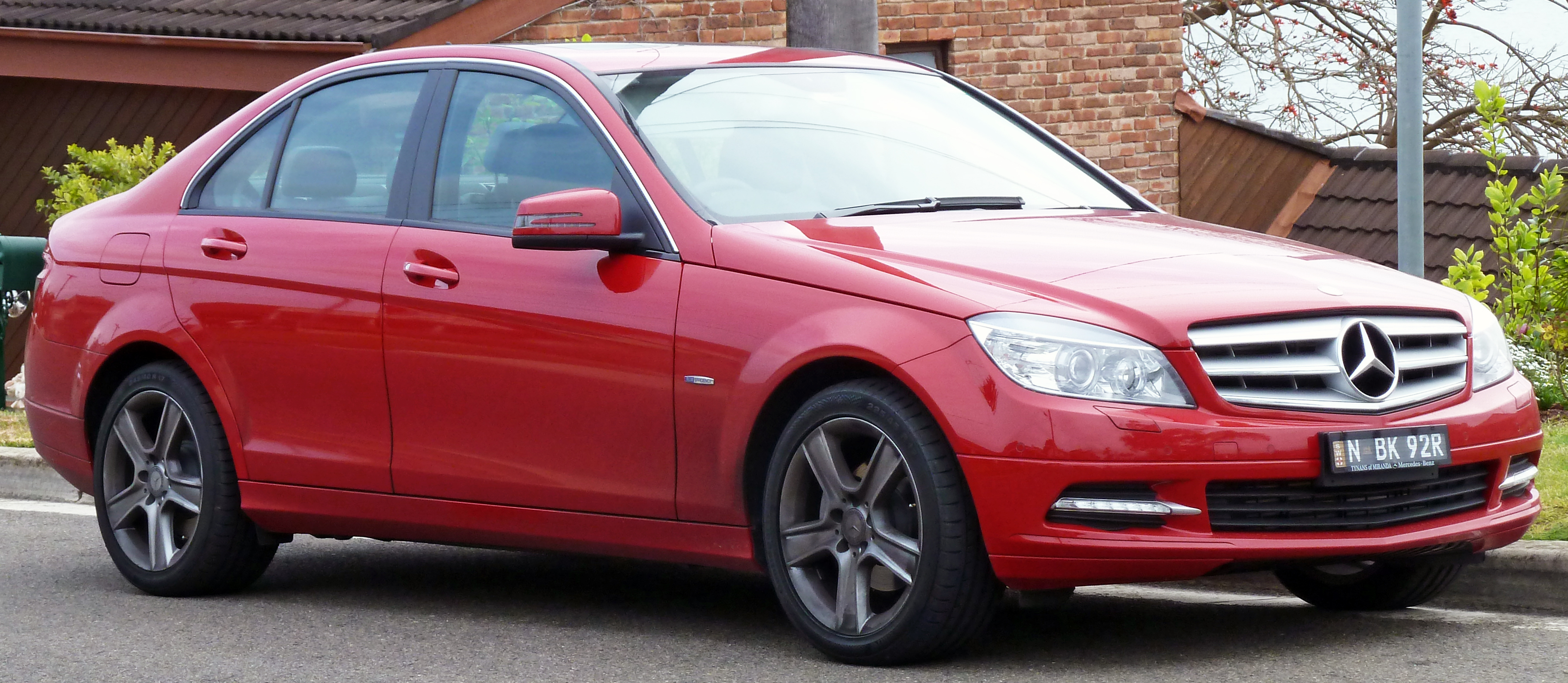
Mercedes-Benz C 200 CGI
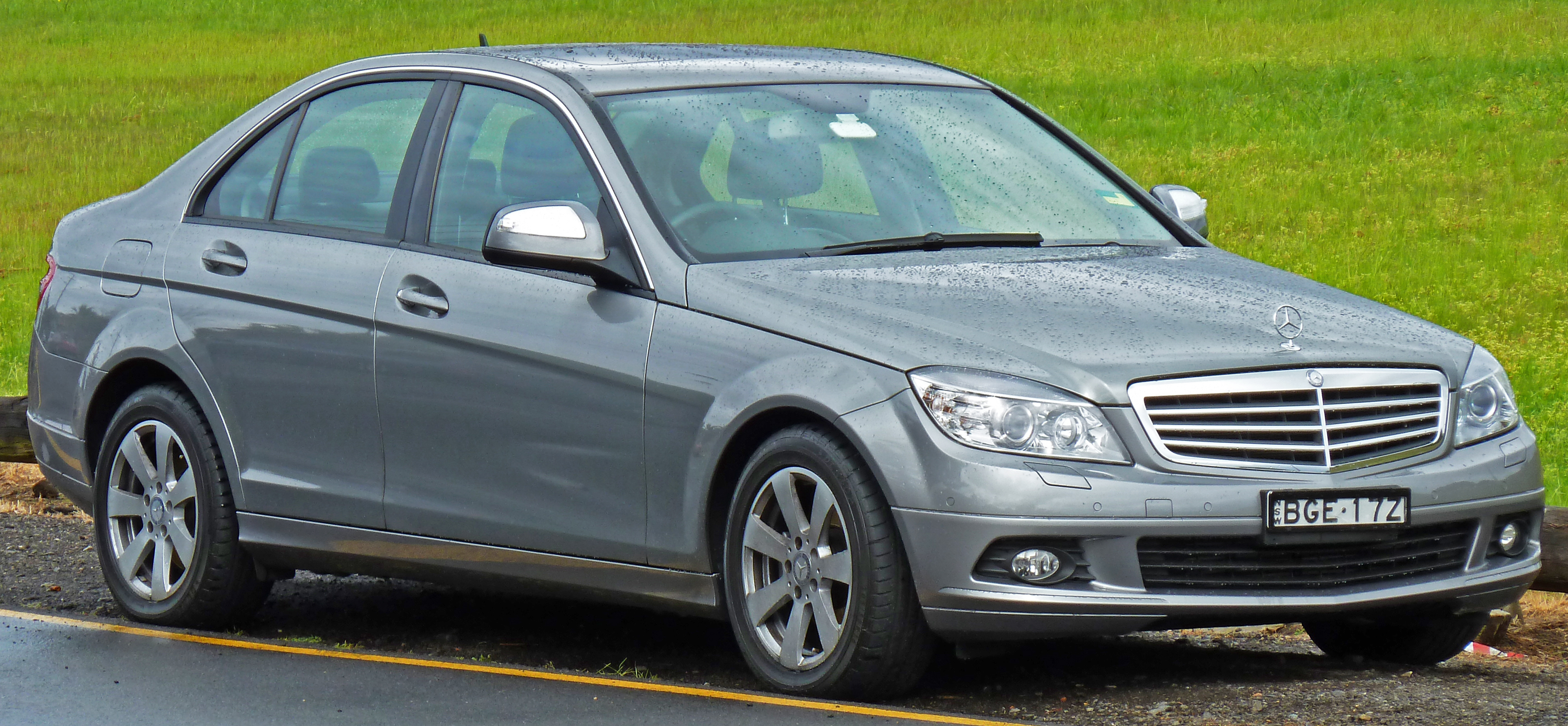
Mercedes-Benz C 200 Kompressor
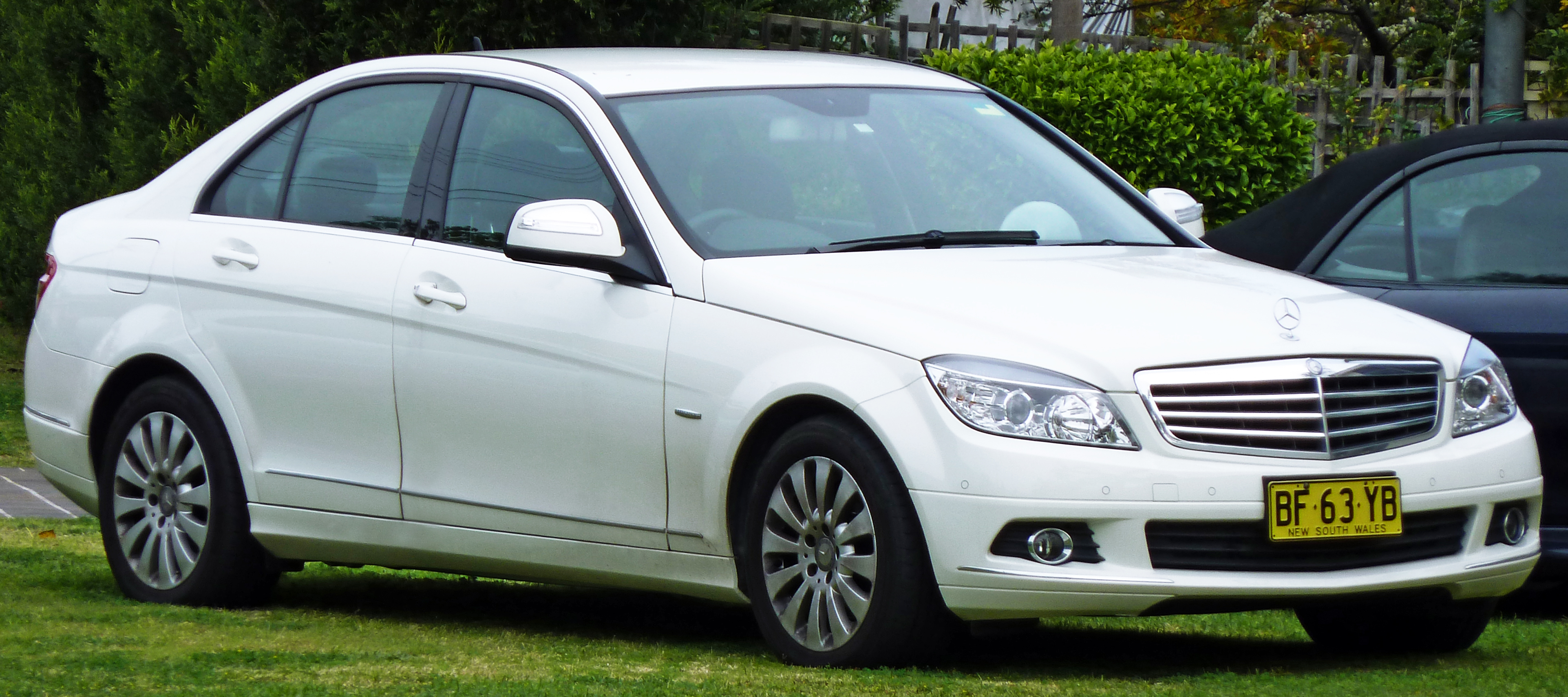
Mercedes-Benz C 220 CDI
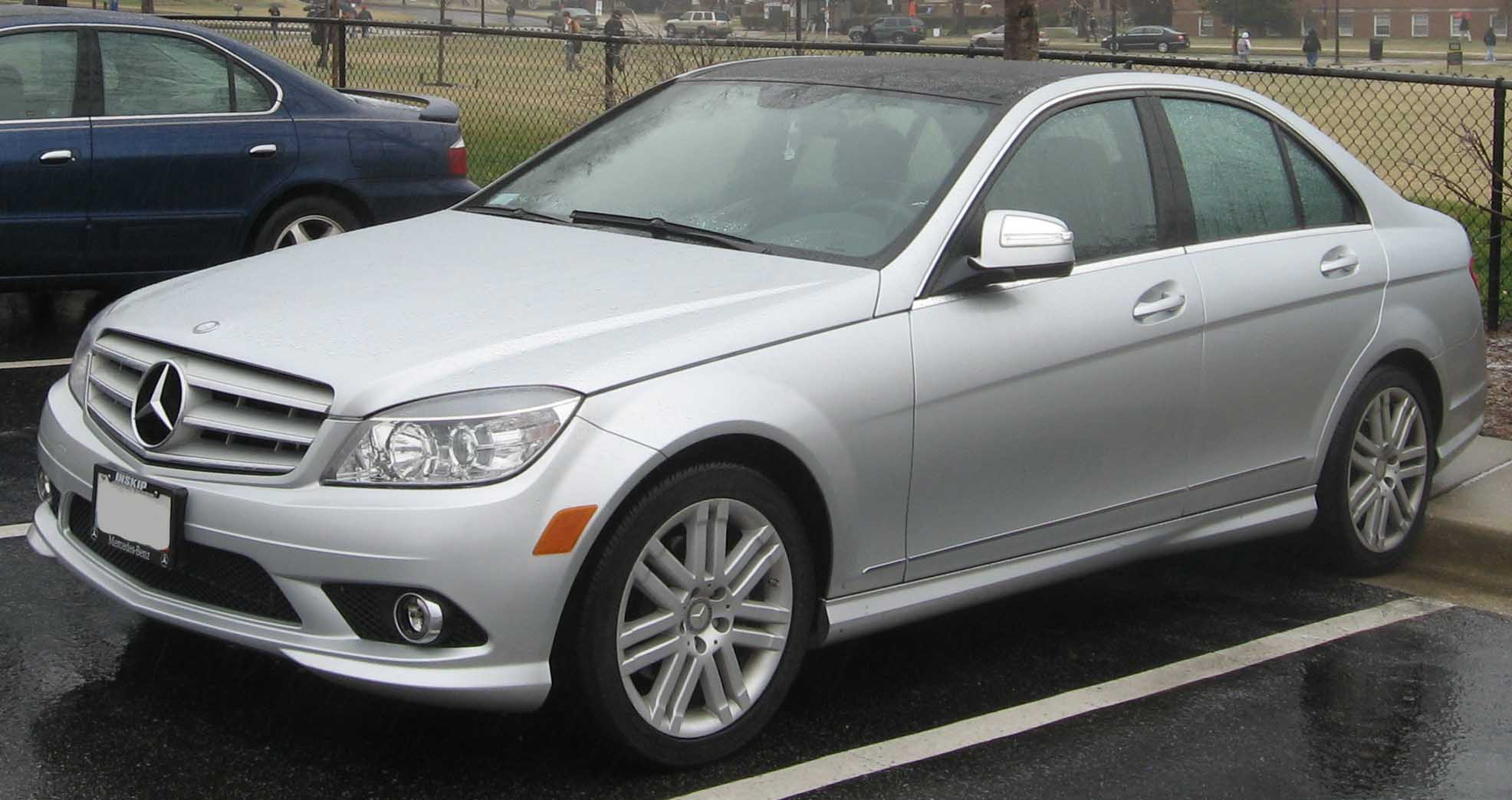
Mercedes-Benz C 300 Sport
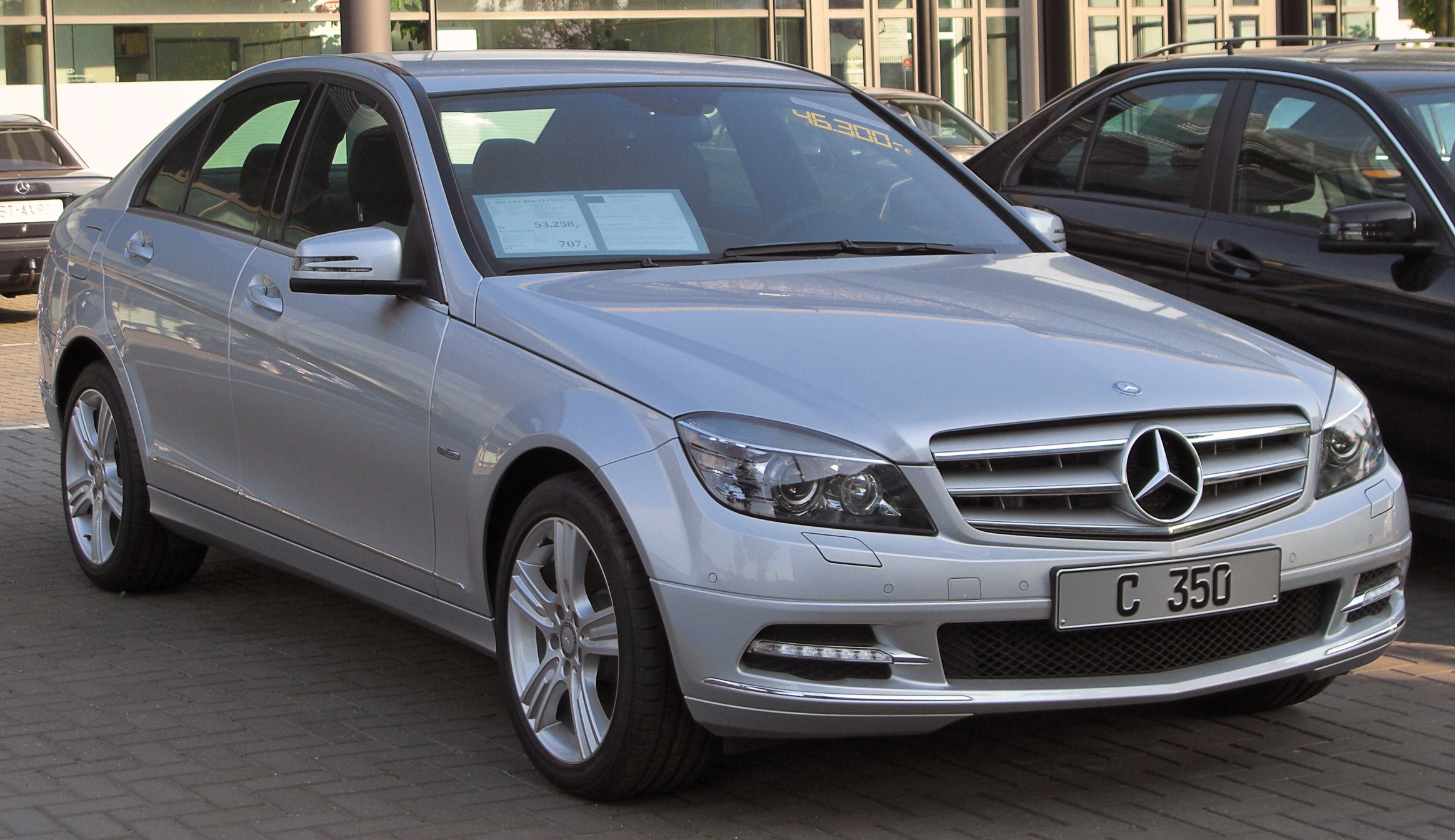
Mercedes-Benz C 350 CDI Avantgarde

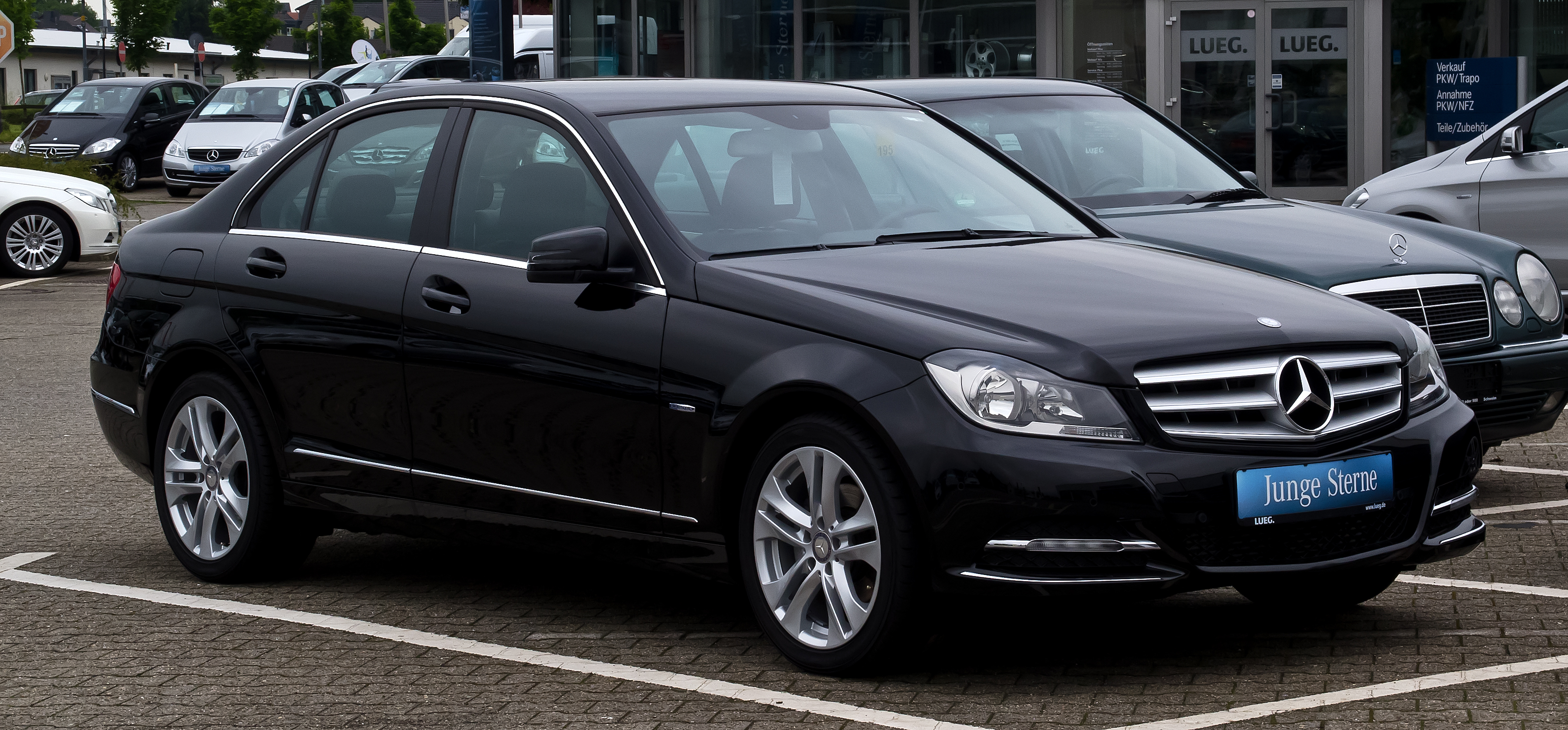
Mercedes-Benz C 180 Avantgarde (Rediseño)
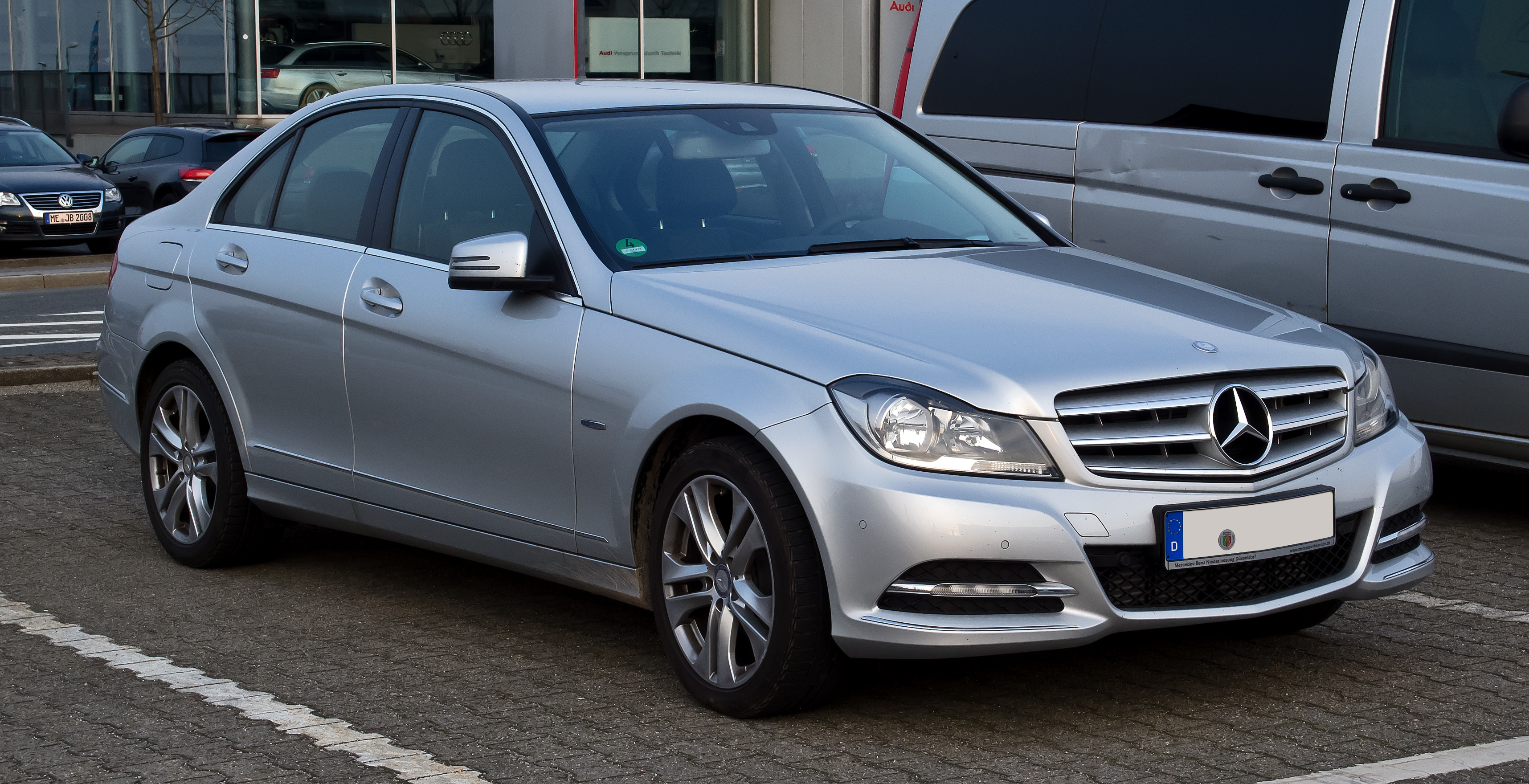
Mercedes-Benz C 200 CDI Avantgarde (Rediseño)
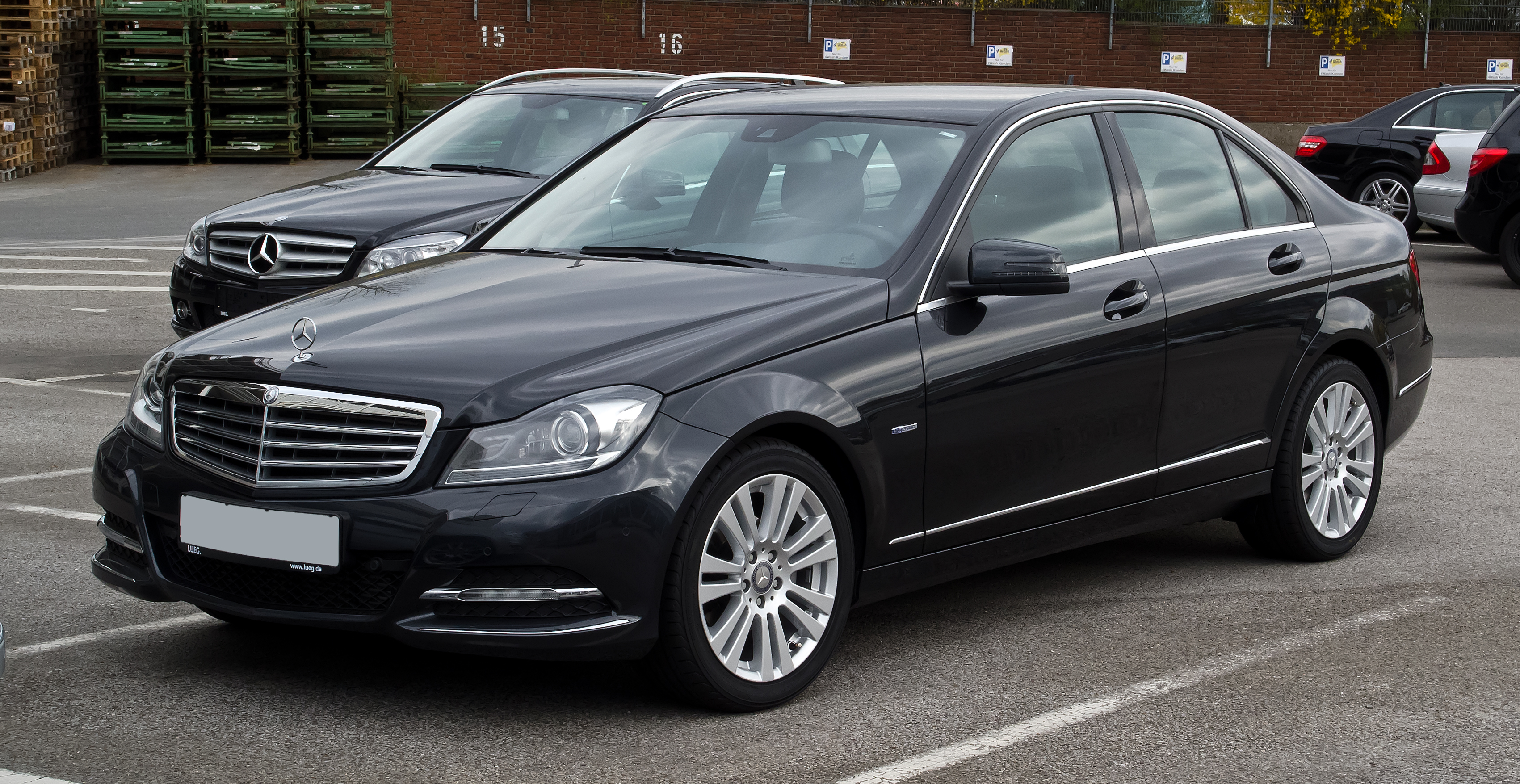
Mercedes-Benz C 200 CDI Elegance (Rediseño)
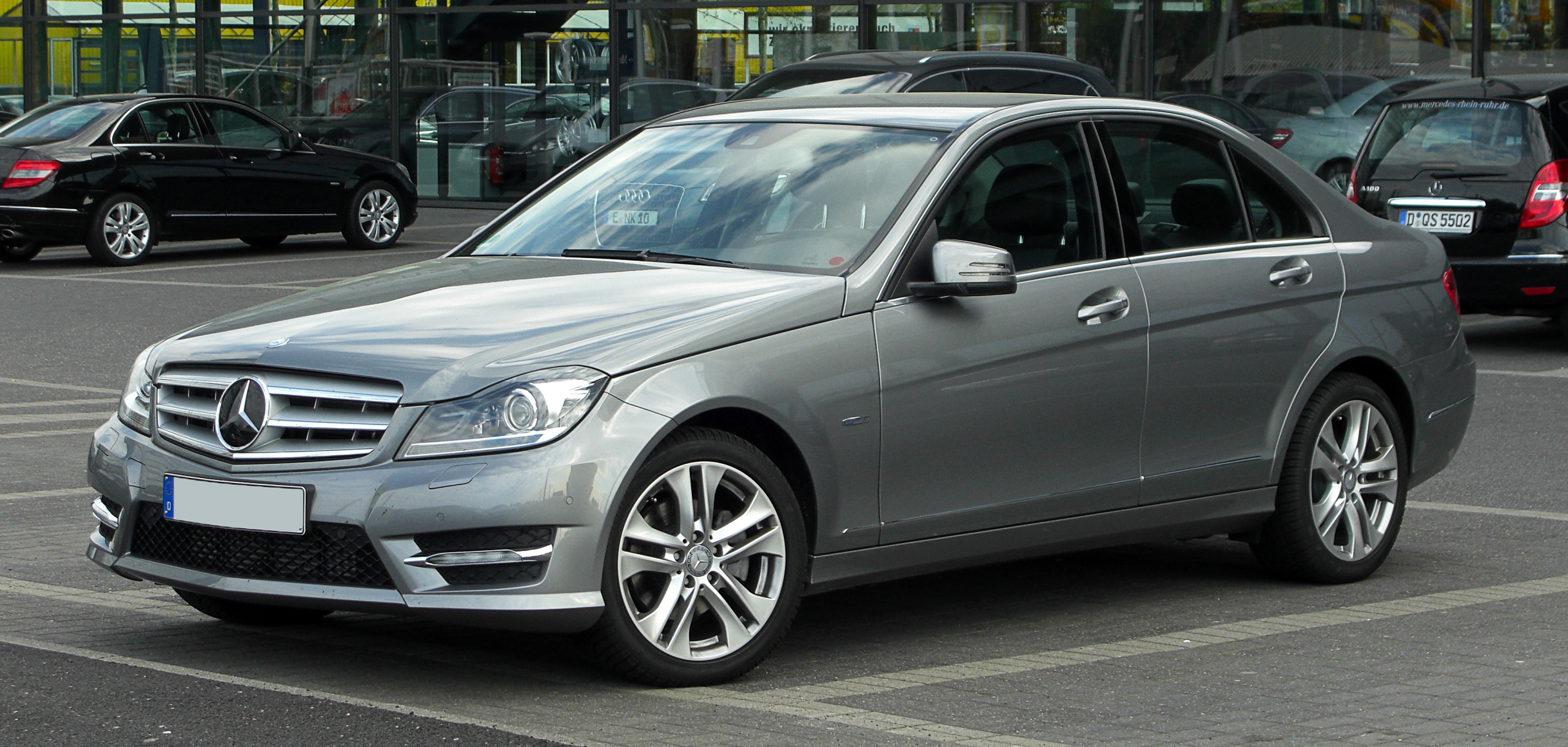
Mercedes-Benz C 220 CDI Avantgarde (Rediseño)
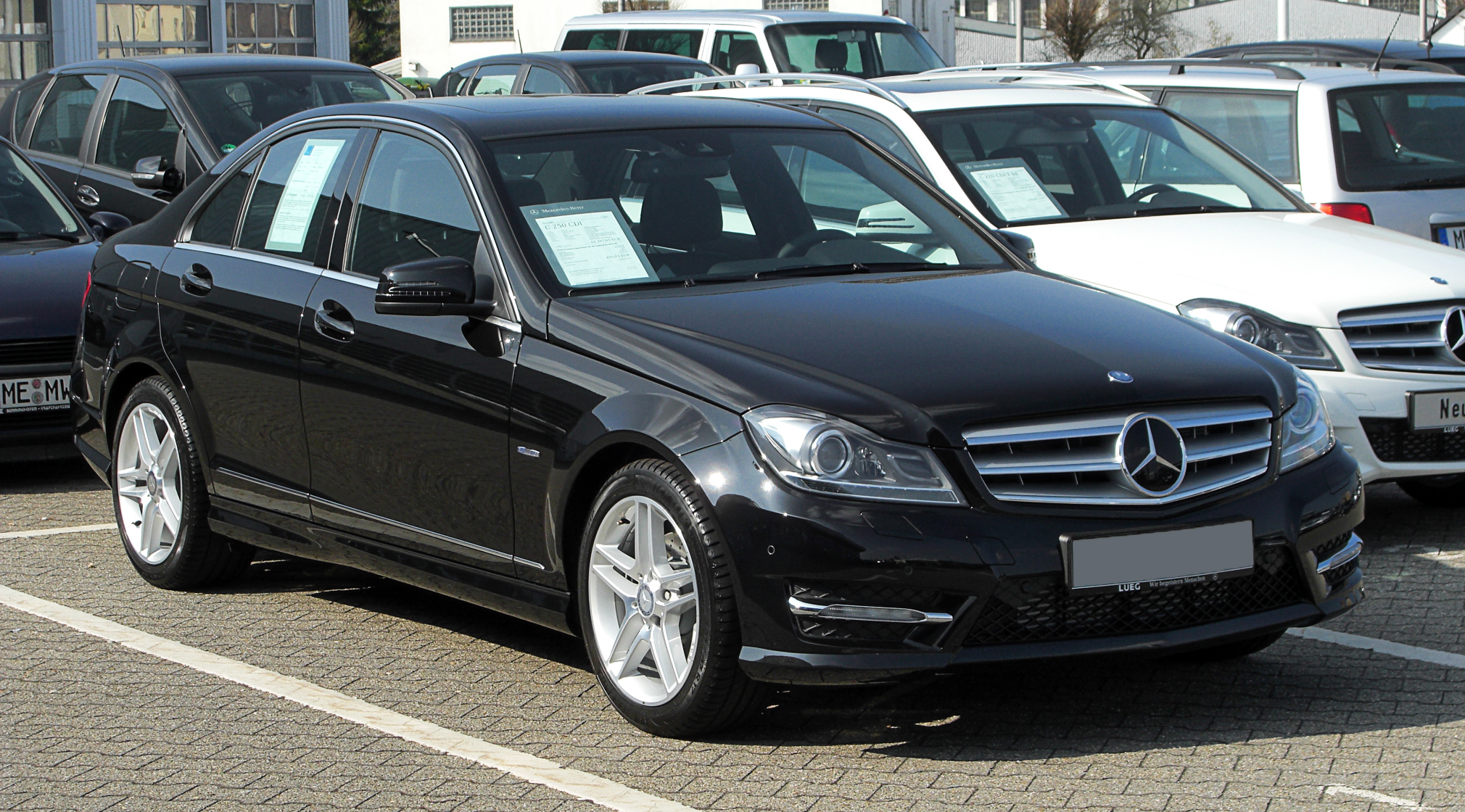
Mercedes-Benz C 250 CDI Avantgarde (Rediseño)
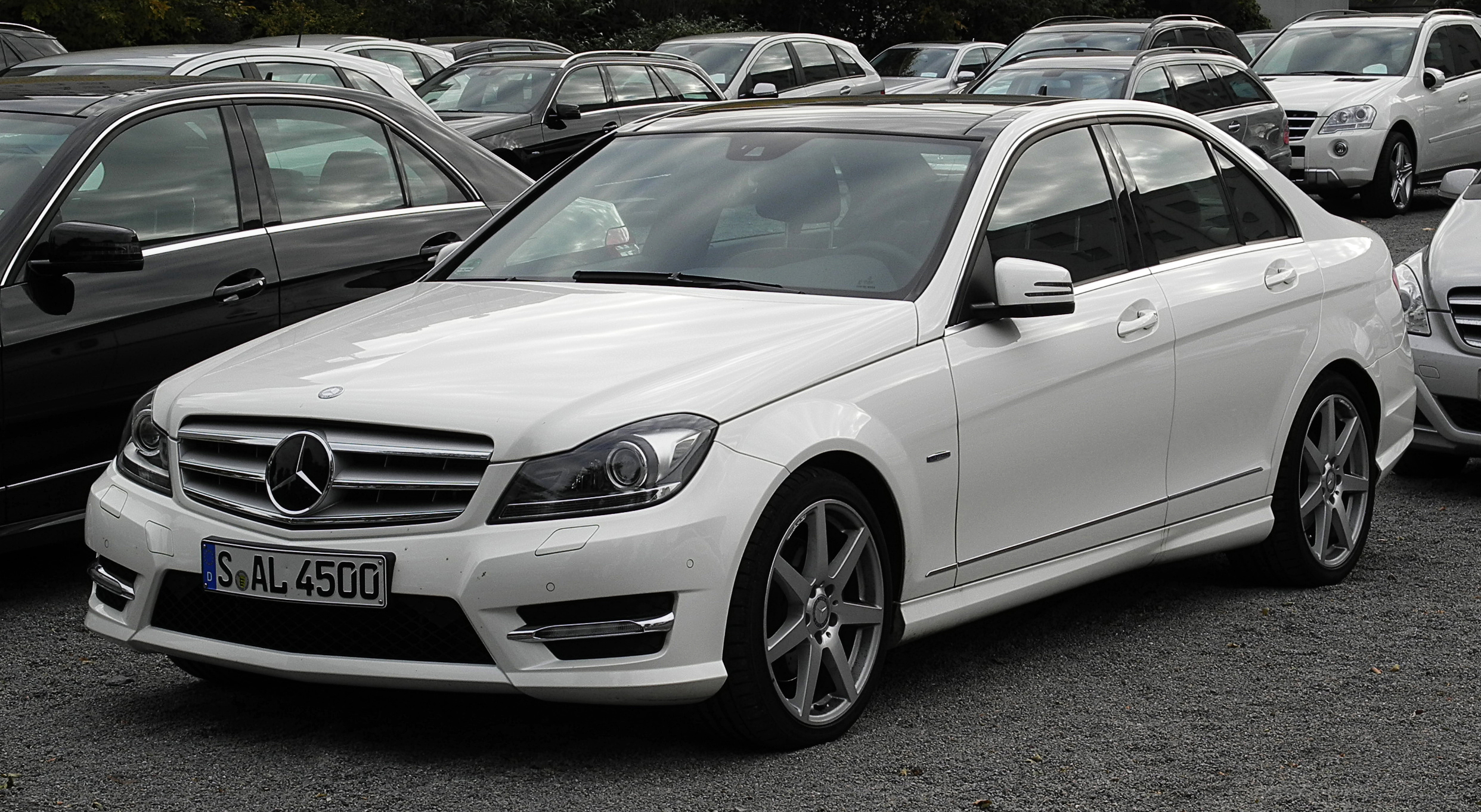
Mercedes-Benz C 350 Avantgarde (Rediseño)

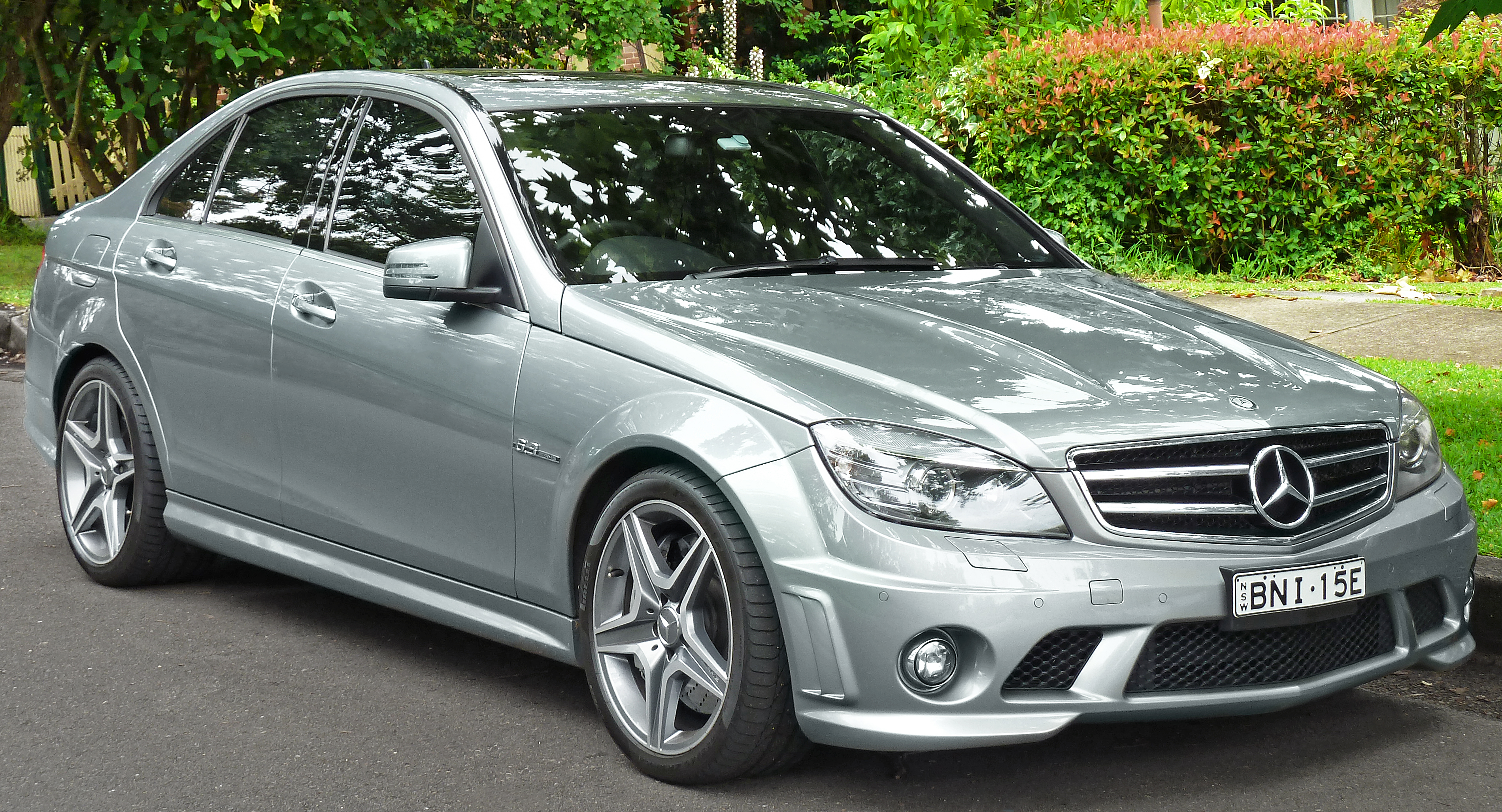
Mercedes-AMG C63
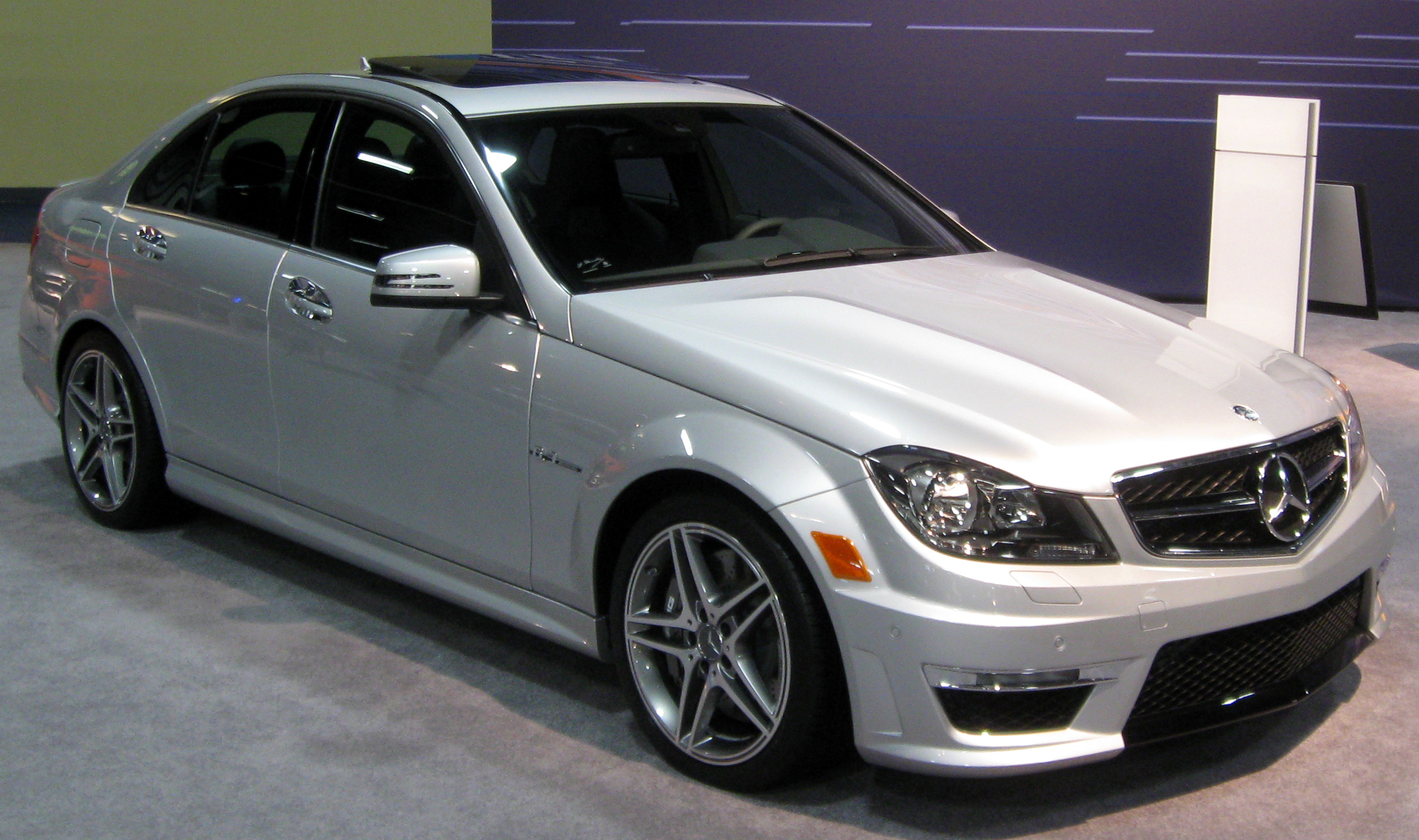
Mercedes-AMG C63 (Rediseño)
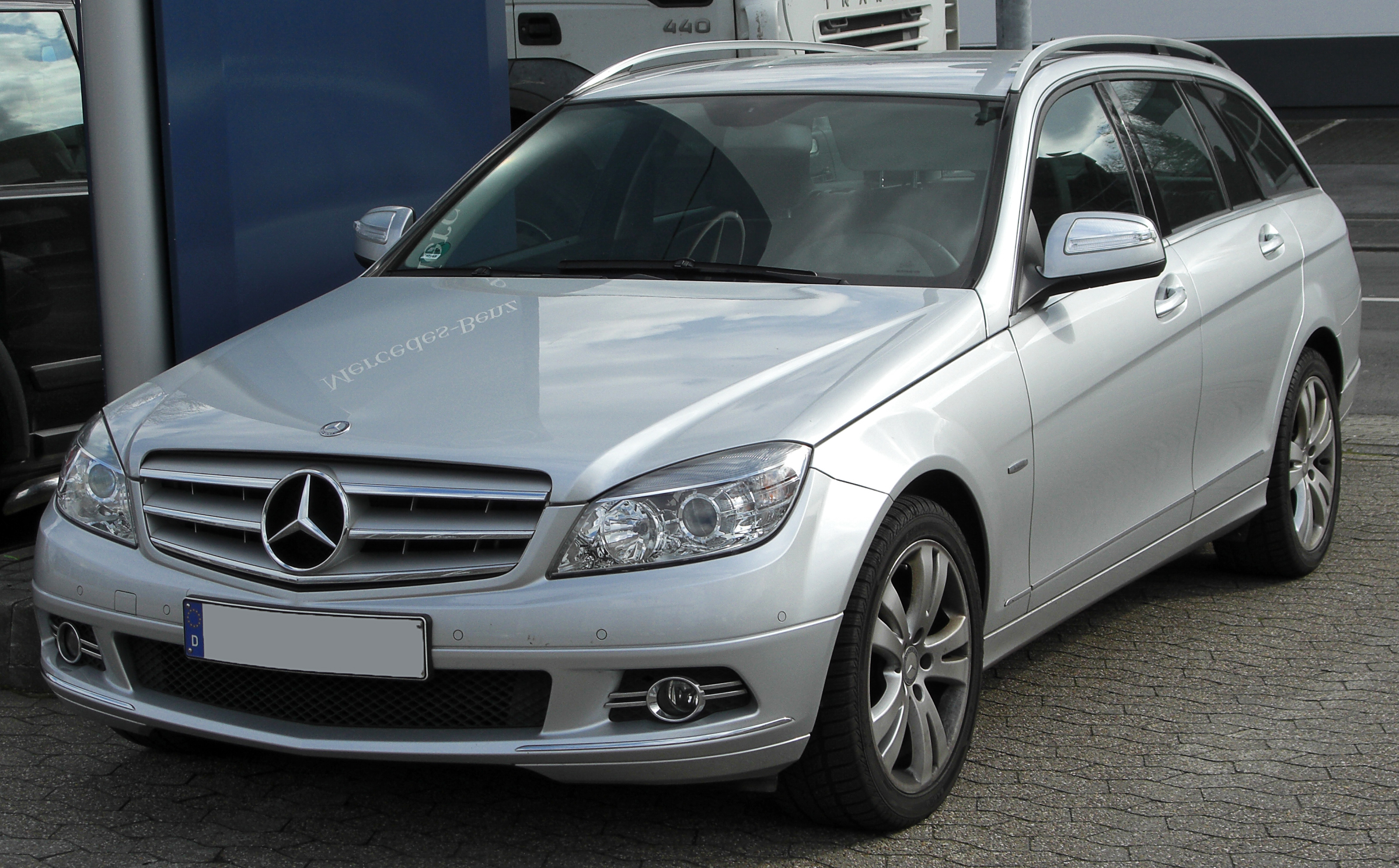
Mercedes-Benz C 180 Kompressor S204
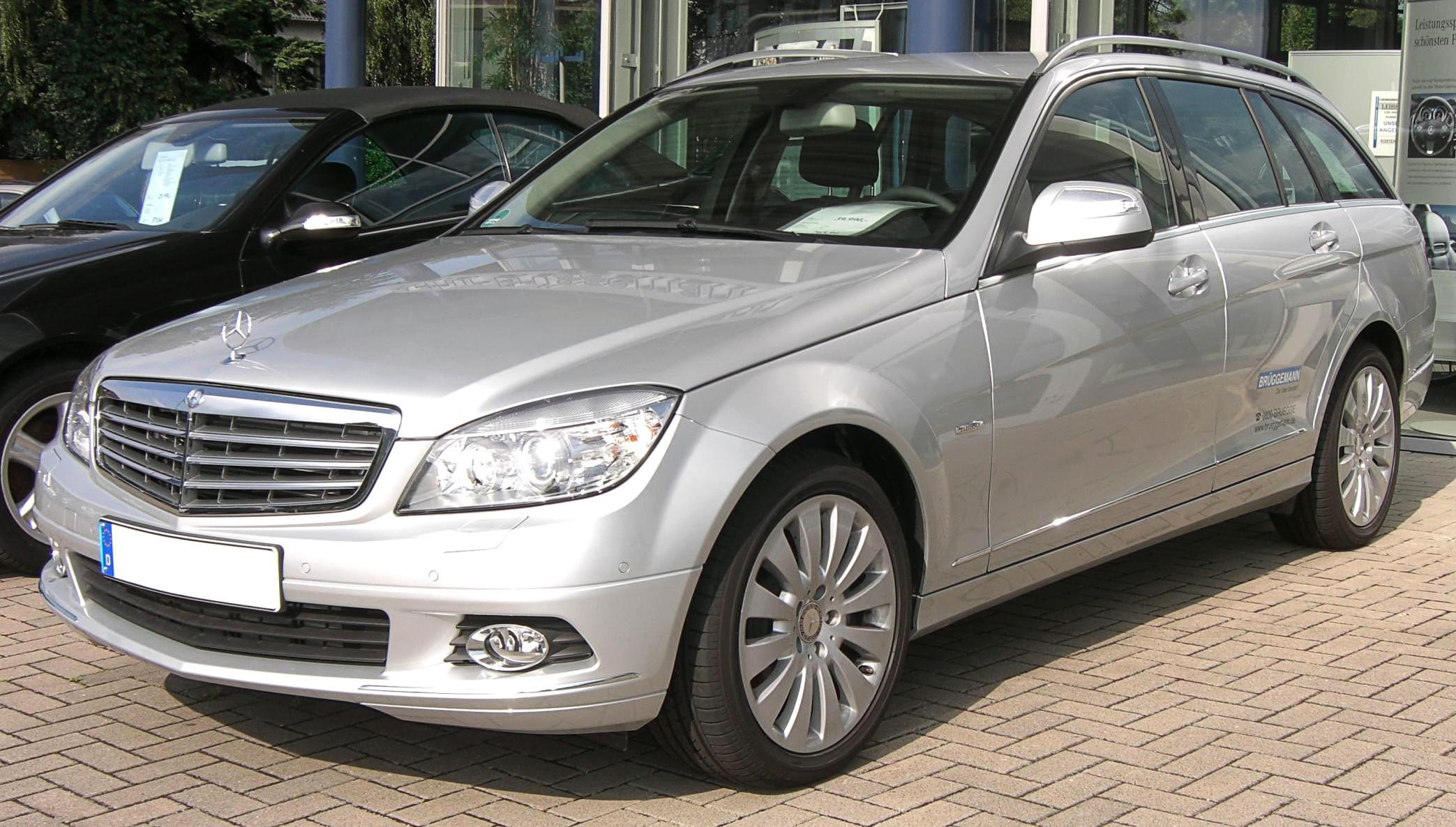
Mercedes-Benz C 200 Elegance S204
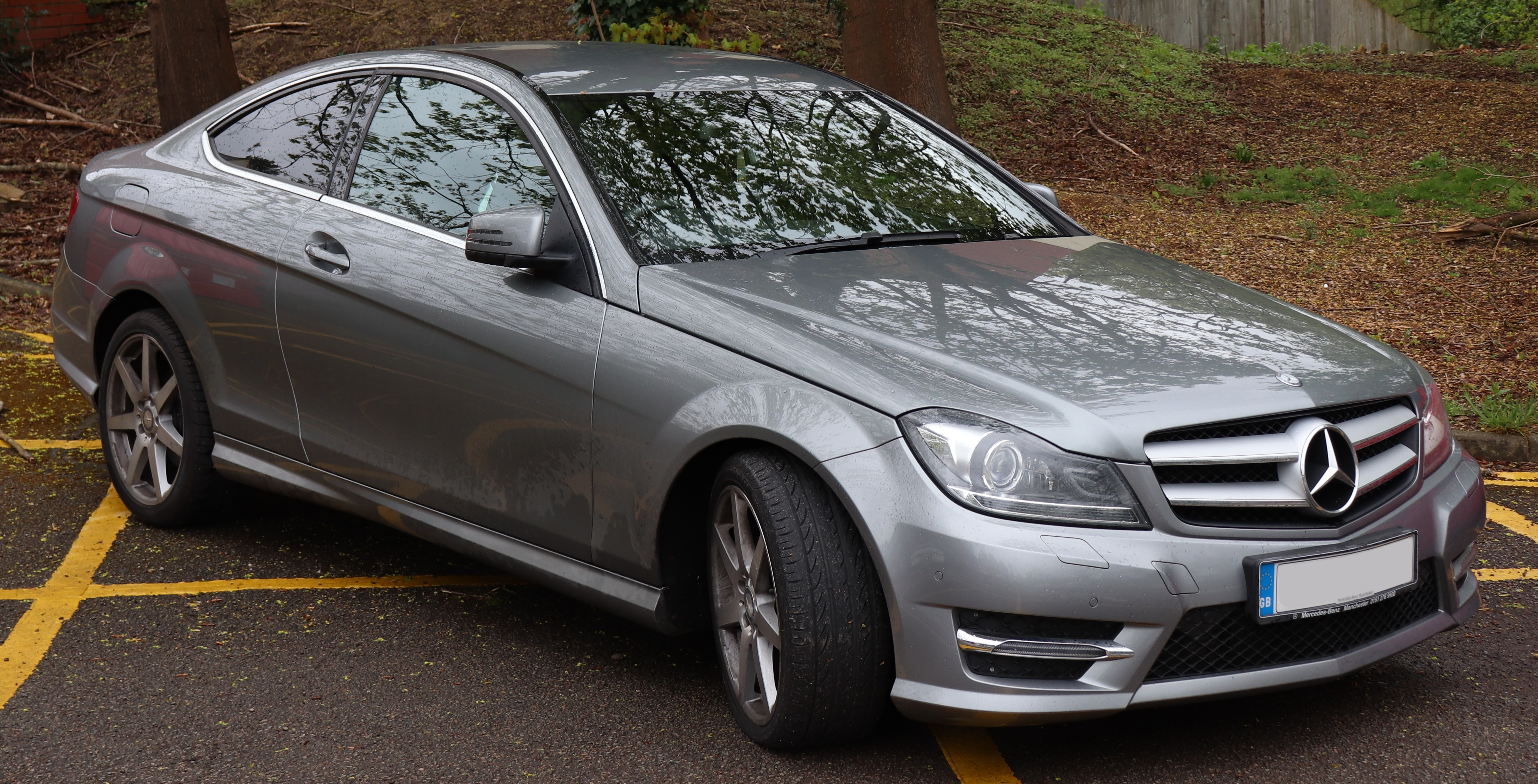
Mercedes-Benz C 220 Coupé Sport
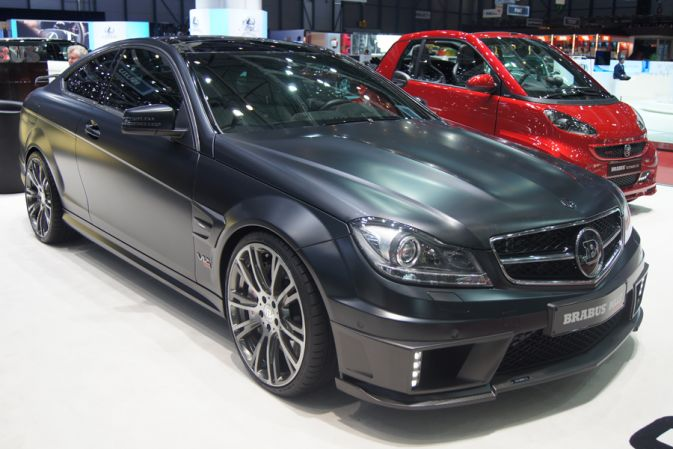
Brabus Bullit 800 (personalización)

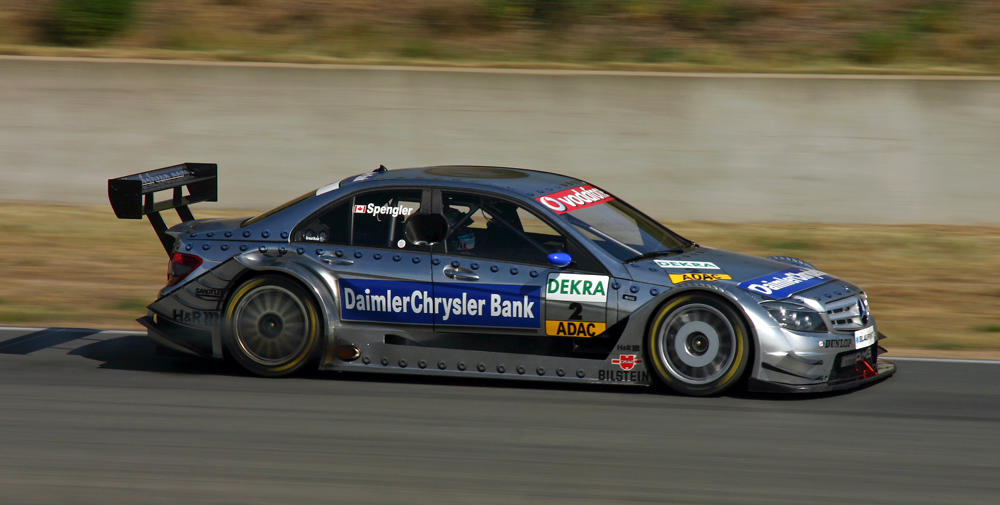
Mercedes-AMG Clase C DTM
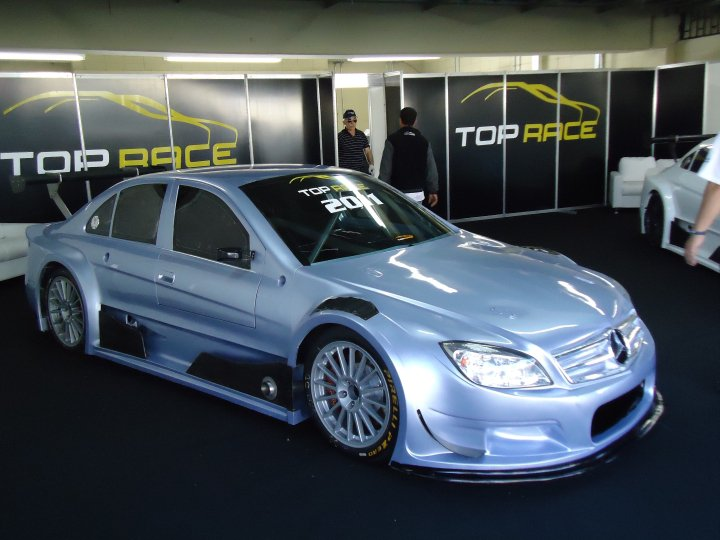
Mercedes-Benz Clase C Top Race

## Cuarta generación (W205)
La cuarta generación del Clase C fue introducida al mercado en 2014. Según el nivel de equipamiento, la estrella de Mercedes-Benz se ubica sobre el capó, como en los otros turismos de la marca, o en el centro de la parrilla. Existe con carrocerías sedán y familiar, y con transmisiones manuales de seis velocidades y automáticas de siete marchas. A partir de 2019 solo está disponible el cambio 9G, para todas las motorizaciones.

### Motorizaciones
Los motores gasolina de cuatro cilindros en línea son un 1.6 litros de 156 CV ("C 180") y un 2.0 litros de 211CV ("C 250"); el V6 es un 3.0 litros de 367 CV ("C 450 AMG 4MATIC") C43; el V8 es un 6,2 litros qde 517 CV ("C 63 AMG Coupé Black Series"). Las variantes deportivas, preparadas por AMG, tienen dos V8 de 4.0 litros de 476 CV ("C 63 AMG") o 510 CV ("C 63 S AMG"). 
No obstante, en a principios de 2018 se introdujo la variante C200 microhíbrida, la cual incorpora un alternador de 18V que permite reducir su consumo y, consecuentemente, obtener la etiqueta ECO en diversas ciudades. 
Los Diésel son dos cuatro cilindros en línea de 2.2 litros, de 170 CV ("C 220 d" y "C 220 d 4MATIC) o 204 CV ("C 250 d")
| Motores de gasolina            | Motores de gasolina                               | Motores de gasolina                                                                       | Motores de gasolina                                                                       | Motores de gasolina                           | Motores de gasolina                                               | Motores de gasolina                                               | Motores de gasolina                           | Motores de gasolina                                               | Motores de gasolina                                               | Motores de gasolina                             | Motores de gasolina                             | Motores de gasolina                             | Motores de gasolina                             | Motores de gasolina                             | Motores de gasolina |
|                                | 160                                               | 180                                                                                       | 200                                                                                       | 200                                           | 250                                                               | 300                                                               | 300                                           | 350e                                                              | 400                                                               | 450 AMG                                         | 43 AMG                                          | 43 AMG                                          | 63 AMG                                          | 63 S AMG                                        |                     |
| ------------------------------ | ------------------------------------------------- | ----------------------------------------------------------------------------------------- | ----------------------------------------------------------------------------------------- | --------------------------------------------- | ----------------------------------------------------------------- | ----------------------------------------------------------------- | --------------------------------------------- | ----------------------------------------------------------------- | ----------------------------------------------------------------- | ----------------------------------------------- | ----------------------------------------------- | ----------------------------------------------- | ----------------------------------------------- | ----------------------------------------------- | ------------------- |
| Periodo                        | 2015-presente                                     | 2014-presente                                                                             | 2014-2018                                                                                 | 2018-presente                                 | 2014-2018                                                         | 2015-2018                                                         | 2018-presente                                 | 2015-2018                                                         | 2014-presente                                                     | 2015-2016                                       | 2016-2018                                       | 2018-presente                                   | 2015-presente                                   | 2015-presente                                   |                     |
| Identificación del motor       | M 274 DE 16 AL                                    | M 274 DE 16 AL                                                                            | M 274 DE 20 AL                                                                            | M 264 E15 DE AL                               | M 274 DE 20 AL                                                    | M 274 DE 20 AL                                                    | M 264 DE 20 AL                                | M 274 DE 20 AL                                                    | M 276 DE 30 AL                                                    | M 276 DE 30 AL                                  | M 276 DE 30 AL                                  | M 276 DE 30 AL                                  | M 177 DE 40 AL                                  | M 177 DE 40 AL                                  |                     |
| Tipo de motor                  | L4 16v, inyección directa, turbo, intercooler     | L4 16v, inyección directa, turbo, intercooler                                             | L4 16v, inyección directa, turbo, intercooler                                             | L4 16v, inyección directa, turbo, intercooler | L4 16v, inyección directa, turbo, intercooler                     | L4 16v, inyección directa, turbo, intercooler                     | L4 16v, inyección directa, turbo, intercooler | L4 16v, inyección directa, turbo, intercooler, motor eléctrico    | V6 24v, inyección directa, biturbo, intercooler                   | V6 24v, inyección directa, biturbo, intercooler | V6 24v, inyección directa, biturbo, intercooler | V6 24v, inyección directa, biturbo, intercooler | V8 32v, inyección directa, biturbo, intercooler | V8 32v, inyección directa, biturbo, intercooler |                     |
| Diámetro x carrera             | 83.0 mm × 73.7 mm                                 | 83.0 mm × 73.7 mm                                                                         | 83.0 mm × 92.0 mm                                                                         | 80.4 mm × 93.7 mm                             | 83.0 mm × 92.0 mm                                                 | 83.0 mm × 92.0 mm                                                 | 83.0 mm × 92.0 mm                             | 83.0 mm × 92.0 mm                                                 | 88.0 mm × 82.1 mm                                                 | 88.0 mm × 82.1 mm                               | 88.0 mm × 82.1 mm                               | 88.0 mm × 82.1 mm                               | 83.0 mm × 92.0 mm                               | 83.0 mm × 92.0 mm                               |                     |
| Cilindrada                     | 1595 cm³                                          | 1595 cm³                                                                                  | 1991 cm³                                                                                  | 1497 cm³                                      | 1991 cm³                                                          | 1991 cm³                                                          | 1991 cm³                                      | 1991 cm³                                                          | 2996 cm³                                                          | 2996 cm³                                        | 2996 cm³                                        | 2996 cm³                                        | 3982 cm³                                        | 3982 cm³                                        |                     |
| Relación de compresión         | 10.3: 1                                           | 10.3: 1                                                                                   | 9.8: 1                                                                                    | -                                             | 9.8: 1                                                            | 9.8: 1                                                            | 9.8: 1                                        | 9.8: 1                                                            | 10.7: 1                                                           | 10.7: 1                                         | 10.7: 1                                         | 10.7: 1                                         | 10.5: 1                                         | 10.5: 1                                         |                     |
| Potencia máxima: CV (kW) @ rpm | 129 CV (95 kW) @ 5000                             | 156 CV (115 kW) @ 5300                                                                    | 184 CV (135 kW) @ 5500                                                                    | 184 CV (130 kW) @ 5800-6100 + 14 CV (10 kW)   | 211 CV (155 kW) @ 5500                                            | 245 CV (180 kW) @ 5550                                            | 258 CV (190 kW) @ 5800-6100                   | 211 CV (155 kW) @ 5500 + 68 CV (50 kW)                            | 333 CV (245 kW) @ 5250-6000                                       | 367 CV (270 kW) @ 5500-6000                     | 367 CV (270 kW) @ 5500-6000                     | 390 CV (287 kW) @ 6100                          | 476 CV (350 kW) @ 5500-6250                     | 510 CV (375 kW) @ 5500-6250                     |                     |
| Par máximo: Nm @ rpm           | 210 Nm @ 1200-4000                                | 250 Nm @ 1250-4000                                                                        | 300 Nm @ 1200-4000                                                                        | 280 Nm @ 3000-4000                            | 350 Nm @ 1200-4000                                                | 370 Nm @ 1300-4000                                                | 370 Nm @ 1800-4000                            | 350 Nm @ 1200-4000 + 340 Nm                                       | 480 Nm @ 1400-4000                                                | 520 Nm @ 2000-4200                              | 520 Nm @ 2000-4200                              | 520 Nm @ 2500-5000                              | 650 Nm @ 1750-4500                              | 700 Nm @ 1750-4500                              |                     |
| Tracción                       | Trasera                                           | Trasera                                                                                   | Trasera / Total (4MATIC)                                                                  | Trasera / Total (4MATIC)                      | Trasera                                                           | Trasera                                                           | Trasera                                       | Trasera                                                           | Total (4MATIC)                                                    | Total (4MATIC)                                  | Total (4MATIC)                                  | Total (4MATIC)                                  | Trasera                                         | Trasera                                         |                     |
| Transmisión                    | Manual, 6 velocidades / Automática, 9 velocidades | Manual, 6 velocidades / Automática, 7 velocidades (hasta 2016), Automática, 9 velocidades | Manual, 6 velocidades / Automática, 7 velocidades (hasta 2016), Automática, 9 velocidades | Automática, 9 velocidades                     | Automática, 7 velocidades (hasta 2016), Automática, 9 velocidades | Automática, 7 velocidades (hasta 2016), Automática, 9 velocidades | Automática, 9 velocidades                     | Automática, 7 velocidades (hasta 2016), Automática, 9 velocidades | Automática, 7 velocidades (hasta 2016), Automática, 9 velocidades | Automática, 7 velocidades                       | Automática, 9 velocidades                       | Automática, 9 velocidades                       | Automática, 7 velocidades                       | Automática, 7 velocidades                       |                     |
| Aceleración 0–100 km/h         | 9.6 s                                             | 8.2 s                                                                                     | 7.5 s                                                                                     | 7.7 s                                         | 6.5 s                                                             | 5.9 s                                                             | 5.9 s                                         | 5.9 s                                                             | 4.9 s                                                             | 4.9 s                                           | 4.7 s                                           | 4.7 s                                           | 4.1 s                                           | 4.0 s                                           |                     |
| Velocidad máxima               | 216 Km/h                                          | 225 Km/h                                                                                  | 237 Km/h                                                                                  | 239 Km/h                                      | 250 Km/h (Limitada electrónicamente)                              | 250 Km/h (Limitada electrónicamente)                              | 250 Km/h (Limitada electrónicamente)          | 250 Km/h (Limitada electrónicamente)                              | 250 Km/h (Limitada electrónicamente)                              | 250 Km/h (Limitada electrónicamente)            | 250 Km/h (Limitada electrónicamente)            | 250 Km/h (Limitada electrónicamente)            | 250 Km/h (Limitada electrónicamente)            | 250 Km/h (Limitada electrónicamente)            |                     |
| Consumo combinado (L/100 km)   | 5.2-5.7                                           | 5.0-5.5                                                                                   | 5.3-5.7                                                                                   | 6.0                                           | 5.3-5.6                                                           | 6.3                                                               | 6.5-6.9                                       | 2.1                                                               | 7.3                                                               | 7.6                                             | 7.8-8.0                                         | 9.1-9.3                                         | 8.2                                             | 8.2-8.4                                         |                     |
| Normativa anticontaminación    | Euro 6, Euro 6d                                   | Euro 6, Euro 6d                                                                           | Euro 6                                                                                    | Euro 6d                                       | Euro 6                                                            | Euro 6                                                            | Euro 6d                                       | Euro 6                                                            | Euro 6, Euro 6d                                                   | Euro 6                                          | Euro 6                                          | Euro 6d                                         | Euro 6, Euro 6d                                 | Euro 6, Euro 6d                                 |                     |

| Motores diesel                 | Motores diesel                                             | Motores diesel                                             | Motores diesel                                             | Motores diesel                                                     | Motores diesel                                             | Motores diesel                                             | Motores diesel                                                                             | Motores diesel                                             | Motores diesel                                                     | Motores diesel                                               | Motores diesel                                                                | Motores diesel |
|                                | 180d                                                       | 180d                                                       | 200d                                                       | 200d                                                               | 200d                                                       | 200d                                                       | 220d                                                                                       | 220d                                                       | 250d                                                               | 300d                                                         | 300h                                                                          |                |
| ------------------------------ | ---------------------------------------------------------- | ---------------------------------------------------------- | ---------------------------------------------------------- | ------------------------------------------------------------------ | ---------------------------------------------------------- | ---------------------------------------------------------- | ------------------------------------------------------------------------------------------ | ---------------------------------------------------------- | ------------------------------------------------------------------ | ------------------------------------------------------------ | ----------------------------------------------------------------------------- | -------------- |
| Periodo                        | 2014-2018                                                  | 2018-presente                                              | 2014-2018                                                  | 2014-2018                                                          | 2018-presente                                              | 2018-presente                                              | 2014-2018                                                                                  | 2018-presente                                              | 2014-2018                                                          | 2018-presente                                                | 2014-2018                                                                     |                |
| Identificación del motor       | OM 626 DE 16 LA red                                        | OM 654 DE 16 G SCR red                                     | OM 626 DE 16 LA                                            | OM 651 DE 22 LA red                                                | OM 654 DE 16 G SCR                                         | OM 654 DE 20 SCR                                           | OM 651 DE 22 LA                                                                            | OM 654 DE 20 SCR                                           | OM 651 DE 22 LA                                                    | OM 654 DE 20 SCR                                             | OM 651 DE 22 LA                                                               |                |
| Tipo de motor                  | L4 16v, inyección directa, common-rail, turbo, intercooler | L4 16v, inyección directa, common-rail, turbo, intercooler | L4 16v, inyección directa, common-rail, turbo, intercooler | L4 16v, inyección directa, common-rail, turbo, intercooler         | L4 16v, inyección directa, common-rail, turbo, intercooler | L4 16v, inyección directa, common-rail, turbo, intercooler | L4 16v, inyección directa, common-rail, biturbo, intercooler                               | L4 16v, inyección directa, common-rail, turbo, intercooler | L4 16v, inyección directa, common-rail, biturbo, intercooler       | L4 16v, inyección directa, common-rail, biturbo, intercooler | L4 16v, inyección directa, common-rail, biturbo, intercooler, motor eléctrico |                |
| Diámetro x carrera             | 80.0 mm × 79.5 mm                                          | 78.0 mm × 83.6 mm                                          | 80.0 mm × 79.5 mm                                          | 83.0 mm × 99.0 mm                                                  | 78.0 mm × 83.6 mm                                          | 82.0 mm × 92.3 mm                                          | 83.0 mm × 99.0 mm                                                                          | 82.0 mm × 92.3 mm                                          | 83.0 mm × 99.0 mm                                                  | 82.0 mm × 92.3 mm                                            | 83.0 mm × 99.0 mm                                                             |                |
| Cilindrada                     | 1598 cm³                                                   | 1597 cm³                                                   | 1598 cm³                                                   | 2143 cm³                                                           | 1597 cm³                                                   | 1950 cm³                                                   | 2143 cm³                                                                                   | 1950 cm³                                                   | 2143 cm³                                                           | 1950 cm³                                                     | 2143 cm³                                                                      |                |
| Relación de compresión         | 15.4: 1                                                    | 15.5: 1                                                    | 15.4: 1                                                    | 15.7: 1                                                            | 15.5: 1                                                    | 15.5: 1                                                    | 16.2: 1                                                                                    | 15.5: 1                                                    | 16.2: 1                                                            | 15.5: 1                                                      | 16.2: 1                                                                       |                |
| Potencia máxima: CV (kW) @ rpm | 116 CV (85 kW) @ 3000-4600                                 | 122 CV (90 kW) @ 3800                                      | 136 CV (100 kW) @ 3800                                     | 136 CV (100 kW) @ 2800-4600                                        | 160 CV (118 kW) @ 3800                                     | 150 CV (110 kW) @ 3200-4800                                | 170 CV (125 kW) @ 3000-4200                                                                | 194 CV (143 kW) @ 3800                                     | 204 CV (150 kW) @ 3800                                             | 245 CV (180 kW) @ 4200                                       | 204 CV (150 kW) @ 3800 + 27 CV (20 kW)                                        |                |
| Par máximo: Nm @ rpm           | 280 Nm @ 1500-2800                                         | 300 Nm @ 1400-2800                                         | 300 Nm @ 1500-3000                                         | 350 Nm @ 1200-2700                                                 | 360 Nm @ 1600-2600                                         | 360 Nm @ 1400-2800                                         | 400 Nm @ 1400-2800                                                                         | 400 Nm @ 1600-2800                                         | 500 Nm @ 1600-1800                                                 | 500 Nm @ 1600-2400                                           | 500 Nm @ 1600-1800 + 250 Nm                                                   |                |
| Tracción                       | Trasera                                                    | Trasera                                                    | Trasera                                                    | Trasera                                                            | Trasera                                                    | Trasera                                                    | Trasera / Total (4MATIC)                                                                   | Trasera / Total (4MATIC)                                   | Trasera / Total (4MATIC)                                           | Trasera / Total (4MATIC)                                     | Trasera                                                                       |                |
| Transmisión                    | Manual, 6 velocidades / Automática, 7 velocidades          | Automática, 9 velocidades                                  | Manual, 6 velocidades                                      | Automática, 7 velocidades (hasta 2017) / Automática, 9 velocidades | Manual, 6 velocidades                                      | Automática, 9 velocidades                                  | Manual, 6 velocidades / Automática, 7 velocidades (hasta 2016) / Automática, 9 velocidades | Automática, 9 velocidades                                  | Automática, 7 velocidades (hasta 2016) / Automática, 9 velocidades | Automática, 9 velocidades                                    | Automática, 7 velocidades                                                     |                |
| Aceleración 0–100 km/h         | 11.1 s                                                     | 9.4 s                                                      | 9.7                                                        | 10.2 s                                                             | 8.5 s                                                      | 8.1 s                                                      | 7.7 s                                                                                      | 6.9 s                                                      | 6.6 s                                                              | 5.9 s                                                        | 6.4 s                                                                         |                |
| Velocidad máxima               | 205 Km/h                                                   | 207 Km/h                                                   | 218 Km/h                                                   | 210 Km/h                                                           | 226 Km/h                                                   | 222 Km/h                                                   | 234 Km/h                                                                                   | 240 Km/h                                                   | 247 Km/h                                                           | 250 Km/h (Limitada electrónicamente)                         | 244 Km/h                                                                      |                |
| Consumo combinado (L/100 km)   | 3.8-4.2                                                    | 4.2-4.6                                                    | 3.9-4.2                                                    | 4.3-4.6                                                            | 4.1-4.5                                                    | 4.4-4.8                                                    | 4.0-4.2                                                                                    | 4.4-4.8                                                    | 4.3-4.5                                                            | 4.9-5.4                                                      | 3.6-4.0                                                                       |                |
| Normativa anticontaminación    | Euro 6                                                     | Euro 6d                                                    | Euro 6                                                     | Euro 6                                                             | Euro 6d                                                    | Euro 6d                                                    | Euro 6                                                                                     | Euro 6d                                                    | Euro 6                                                             | Euro 6d                                                      | Euro 6                                                                        |                |

## Quinta generación (W206)

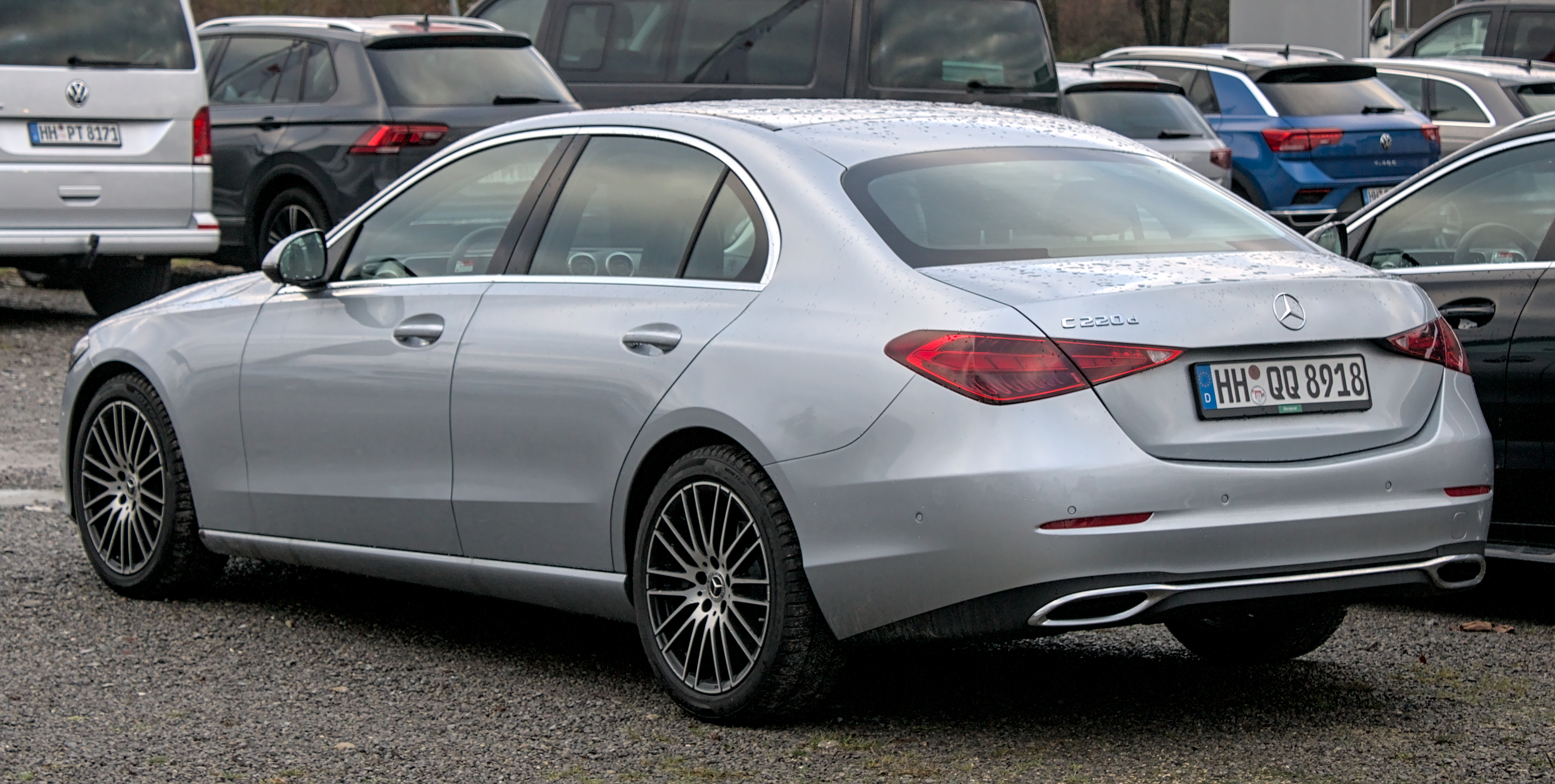
Mercedes-Benz W206 sedan
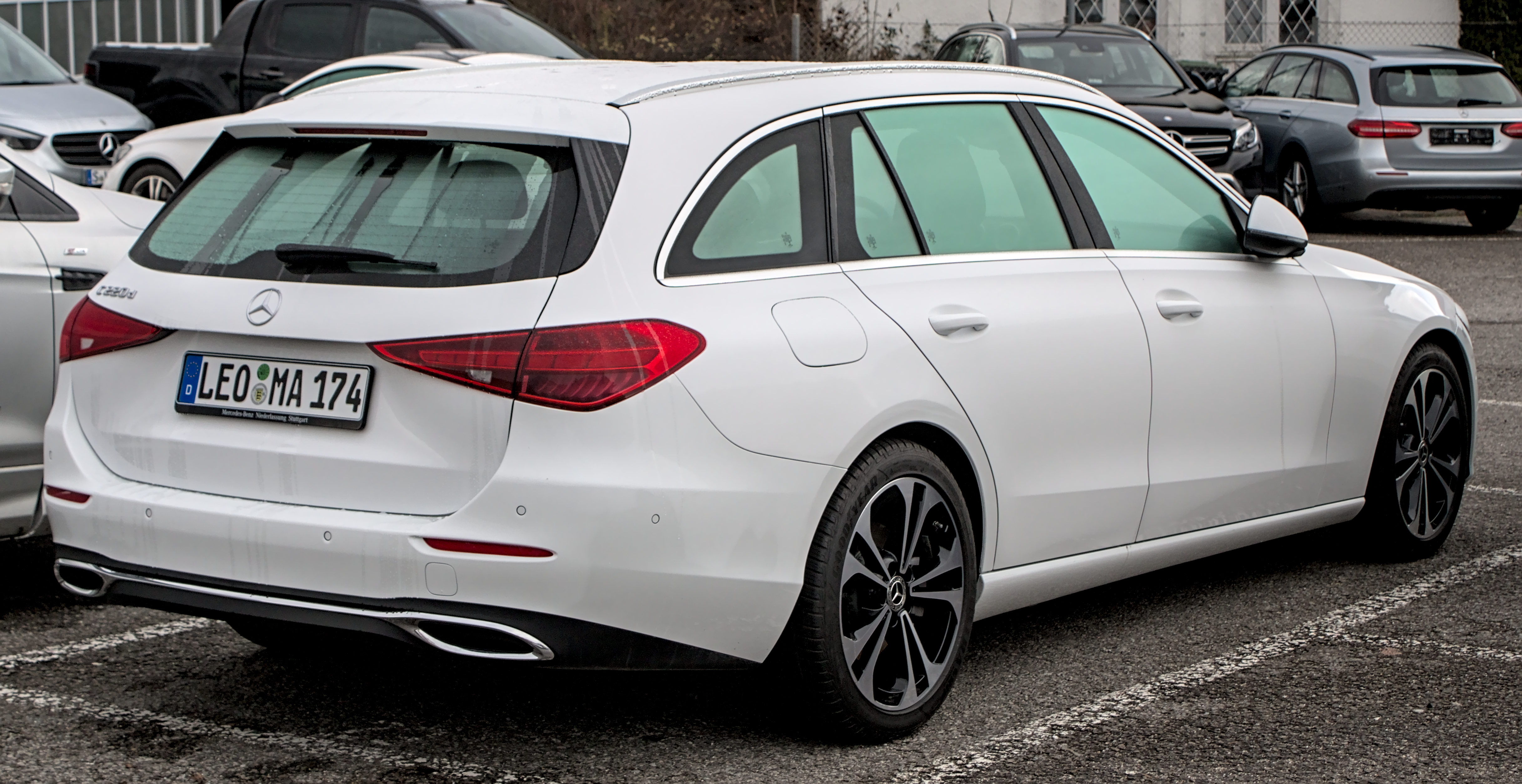
Mercedes-Benz W206 familiar
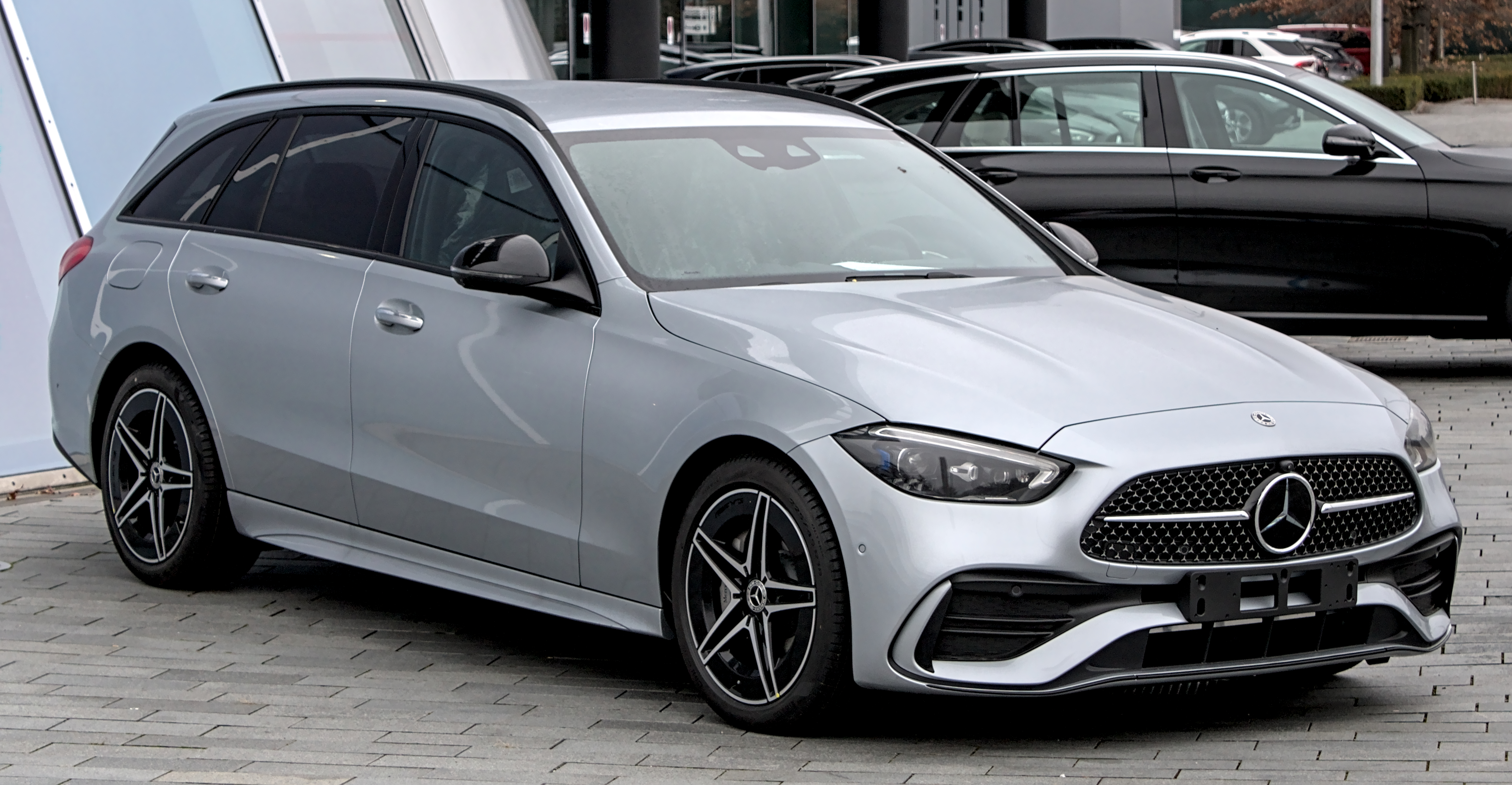
Mercedes-Benz W206 AMG
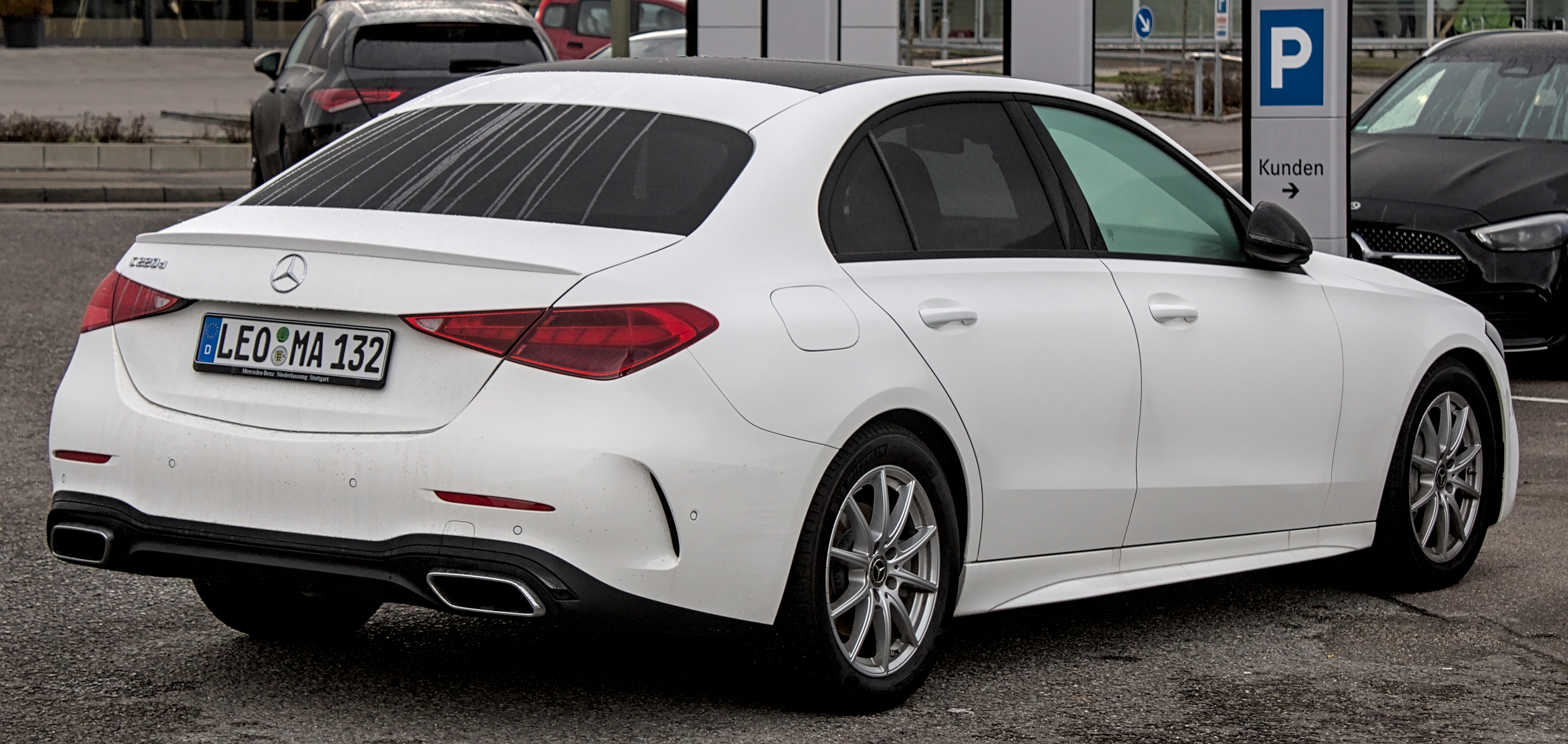
Mercedes-Benz W206 AMG
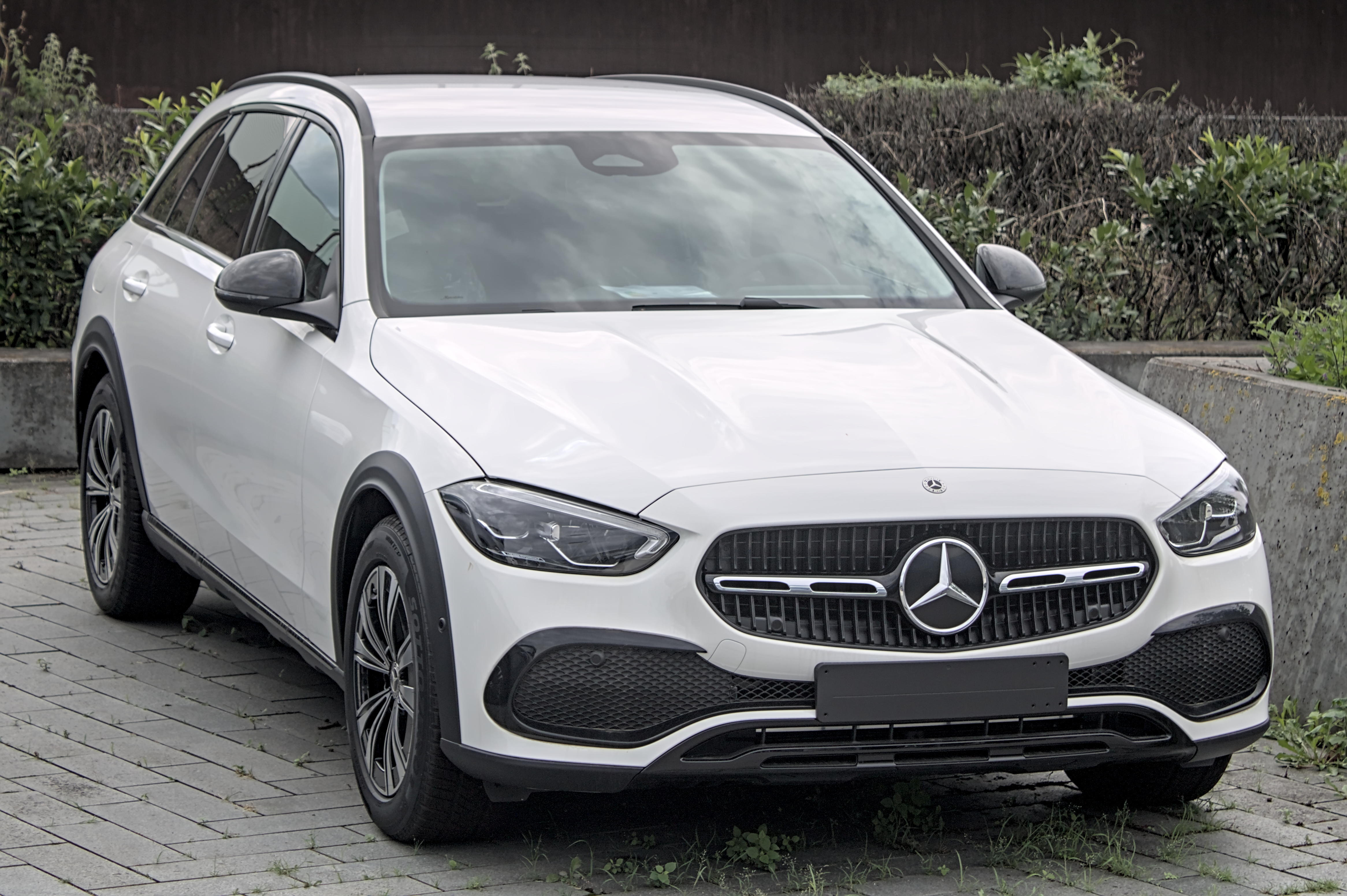
Mercedes-Benz W206 All-Terrain
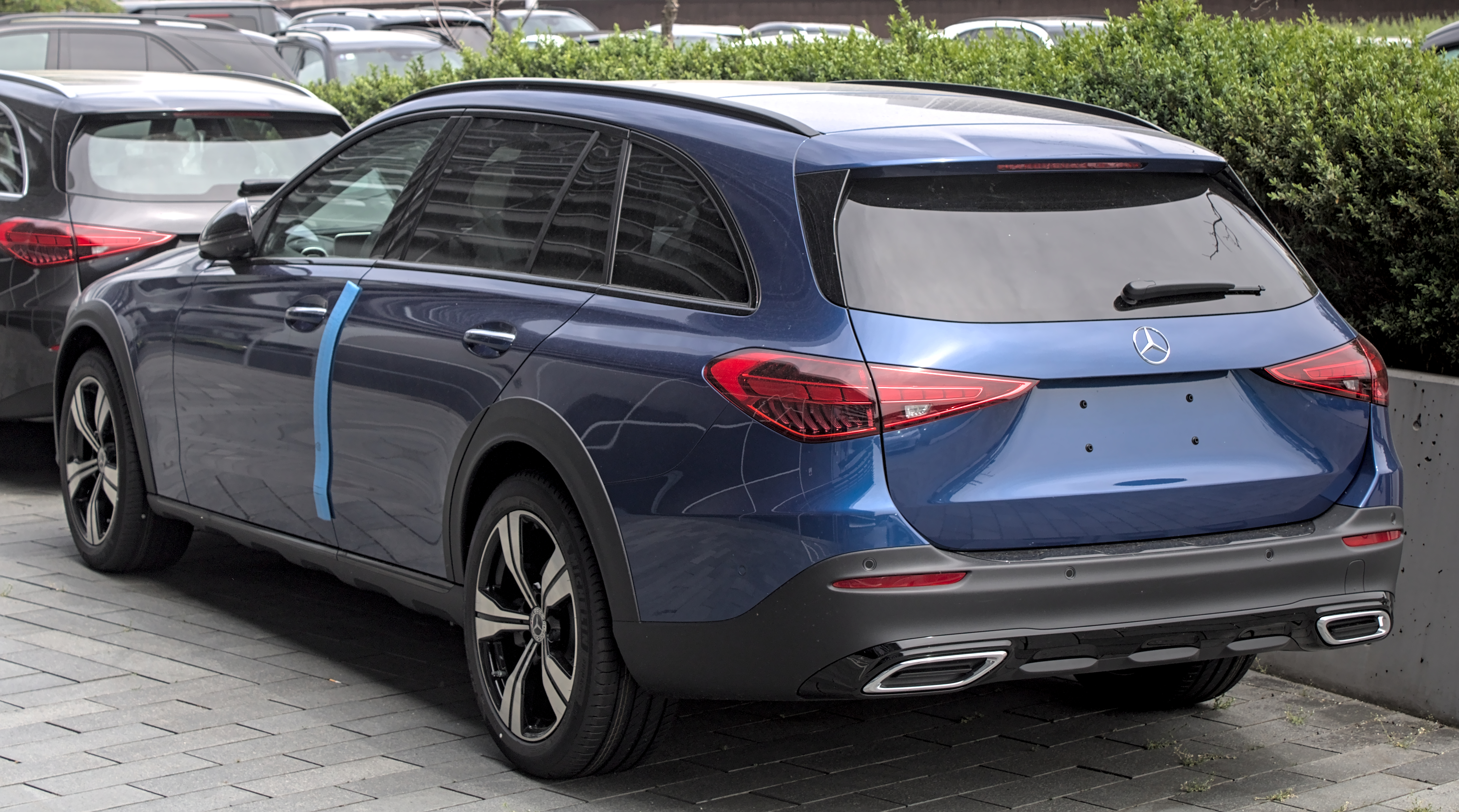
Mercedes-Benz W206 All-Terrain

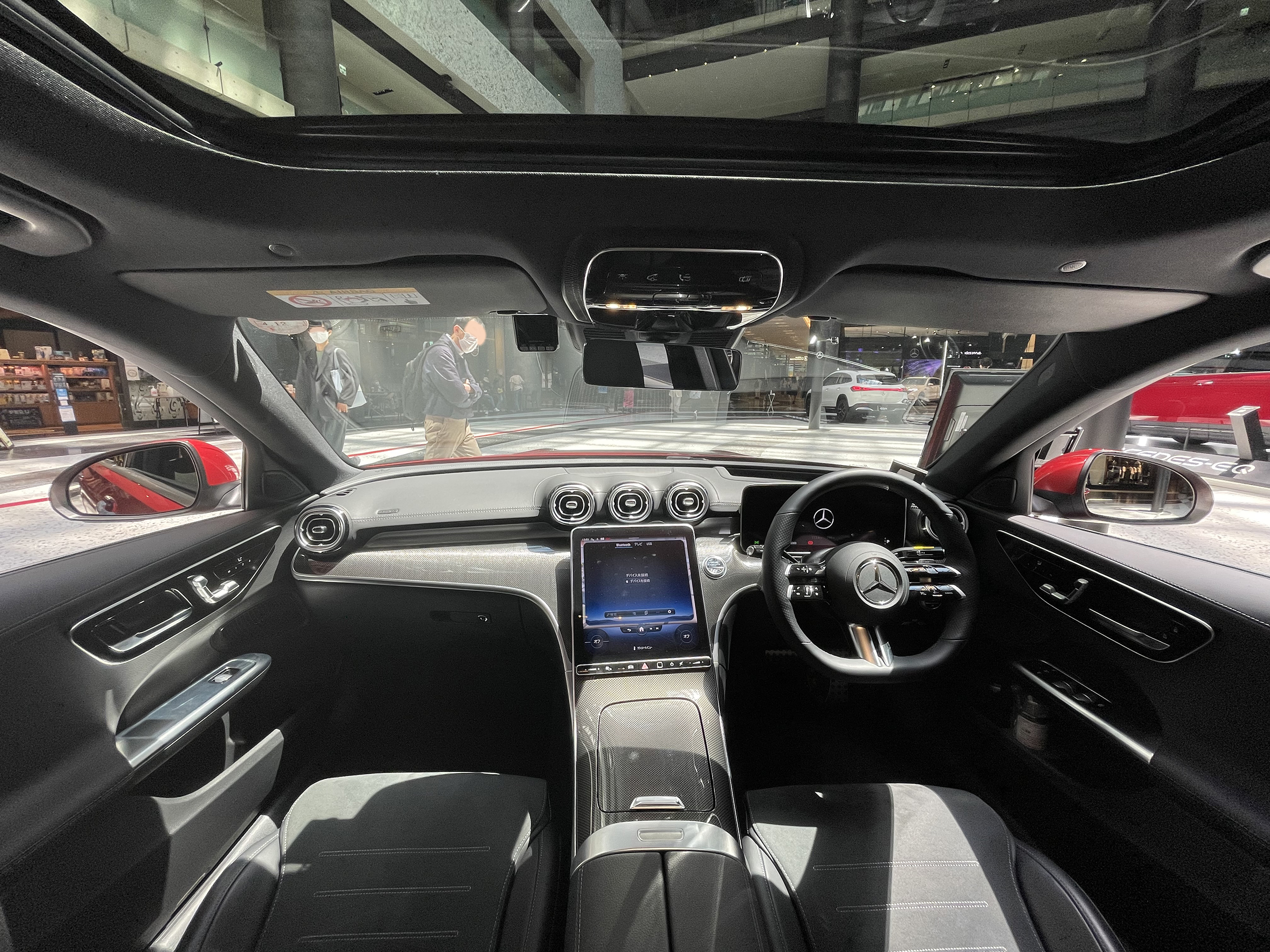
Interior
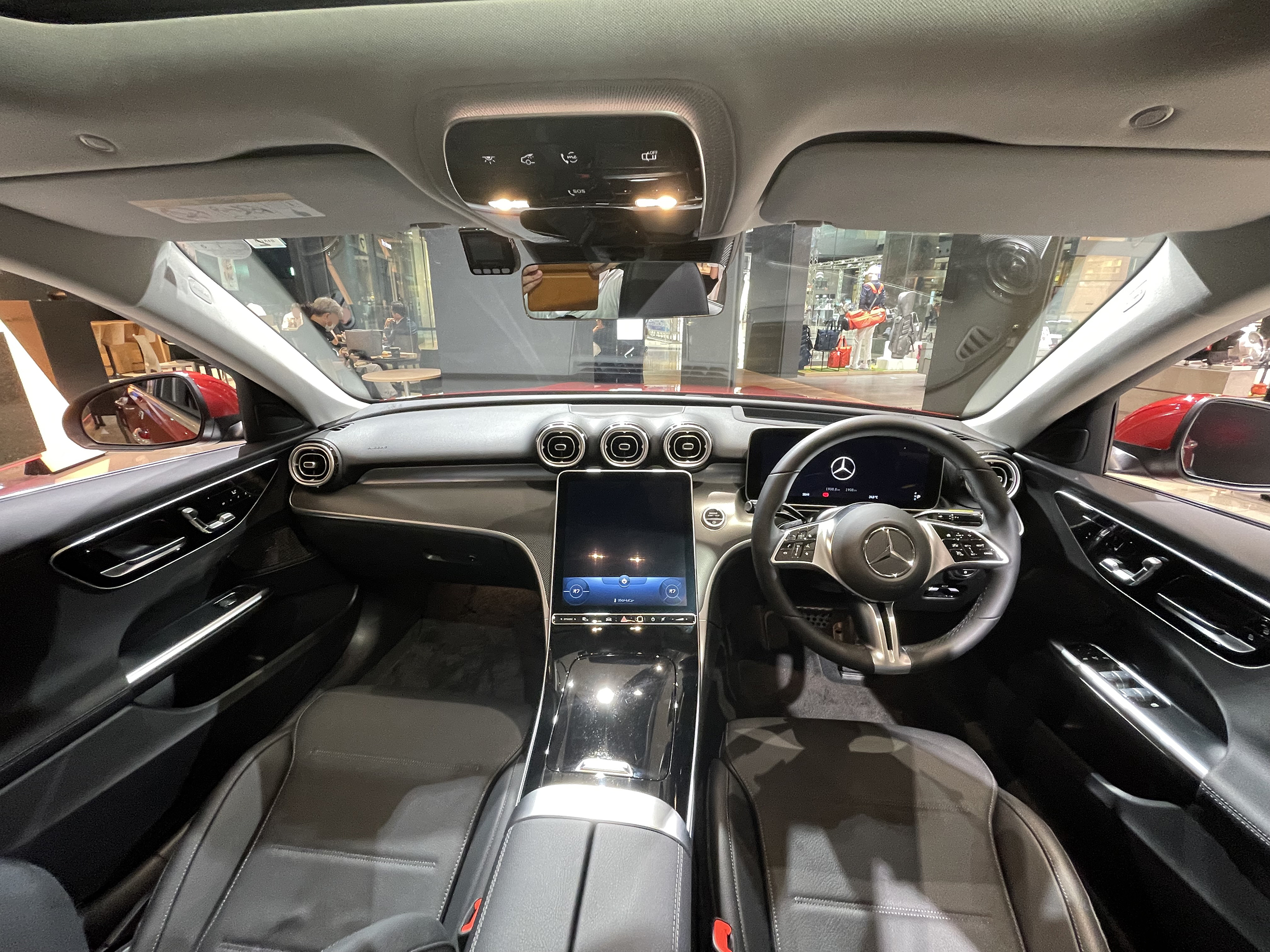
Interior
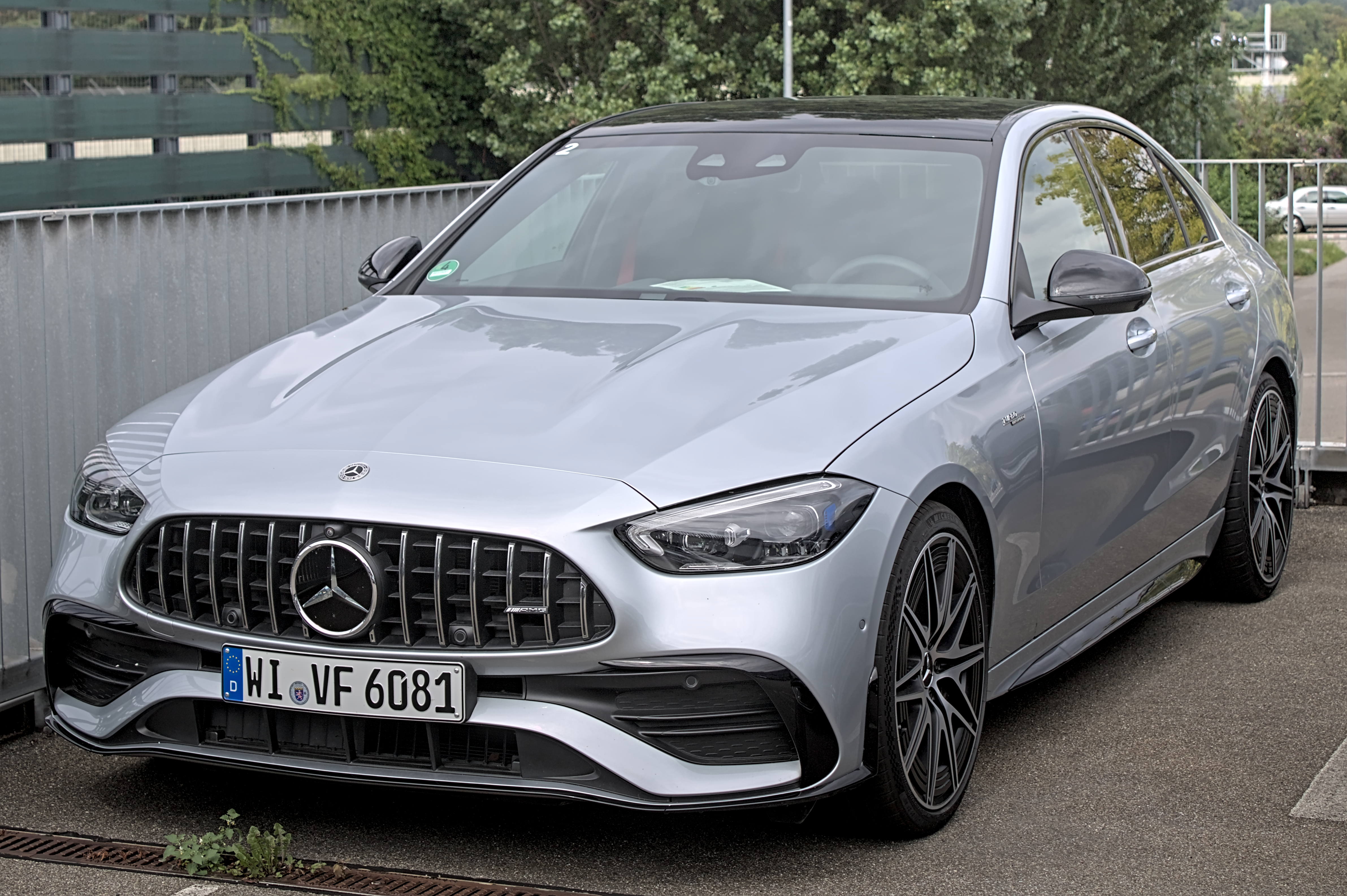
Mercedes-AMG C 43 sedan
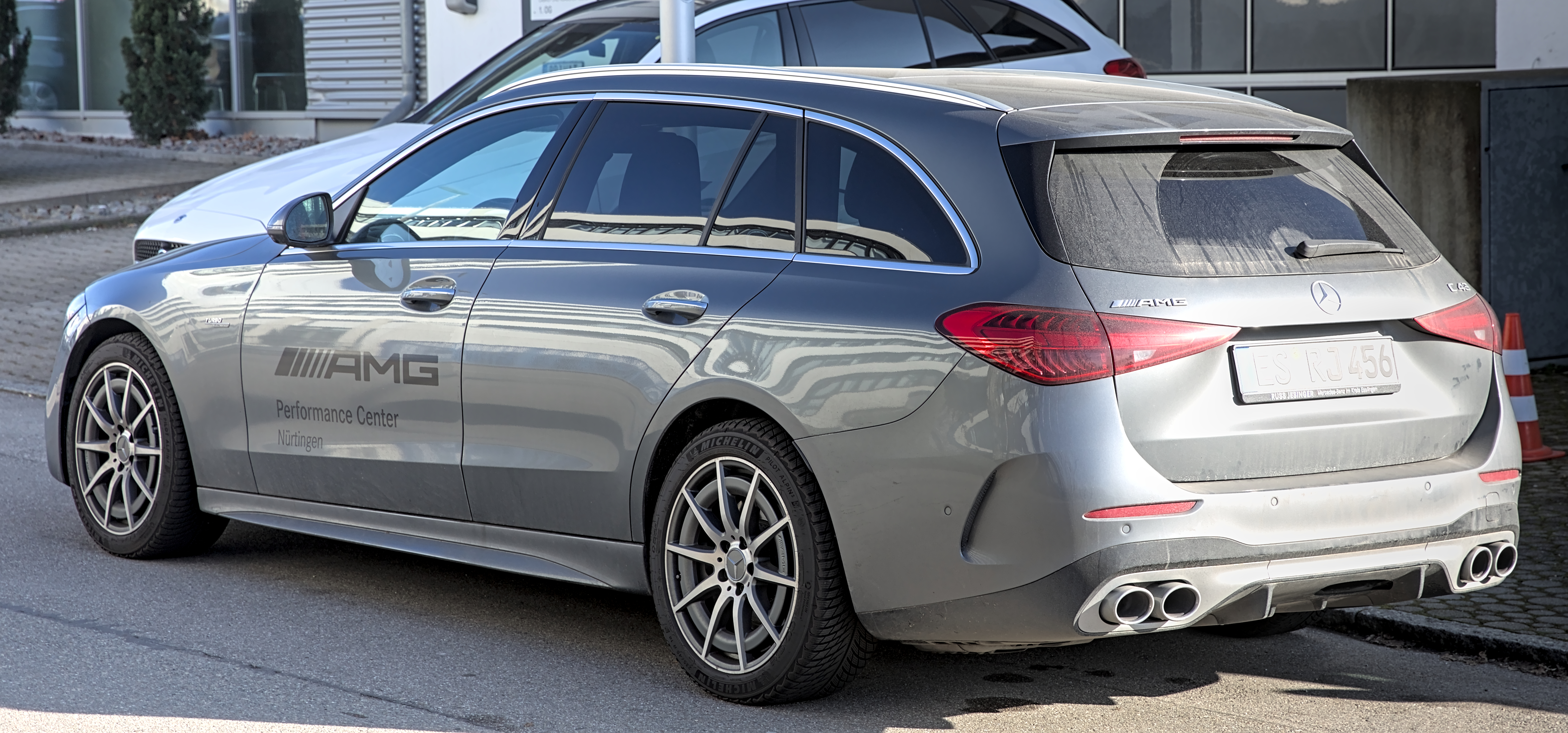
Mercedes-AMG C 43 familiar
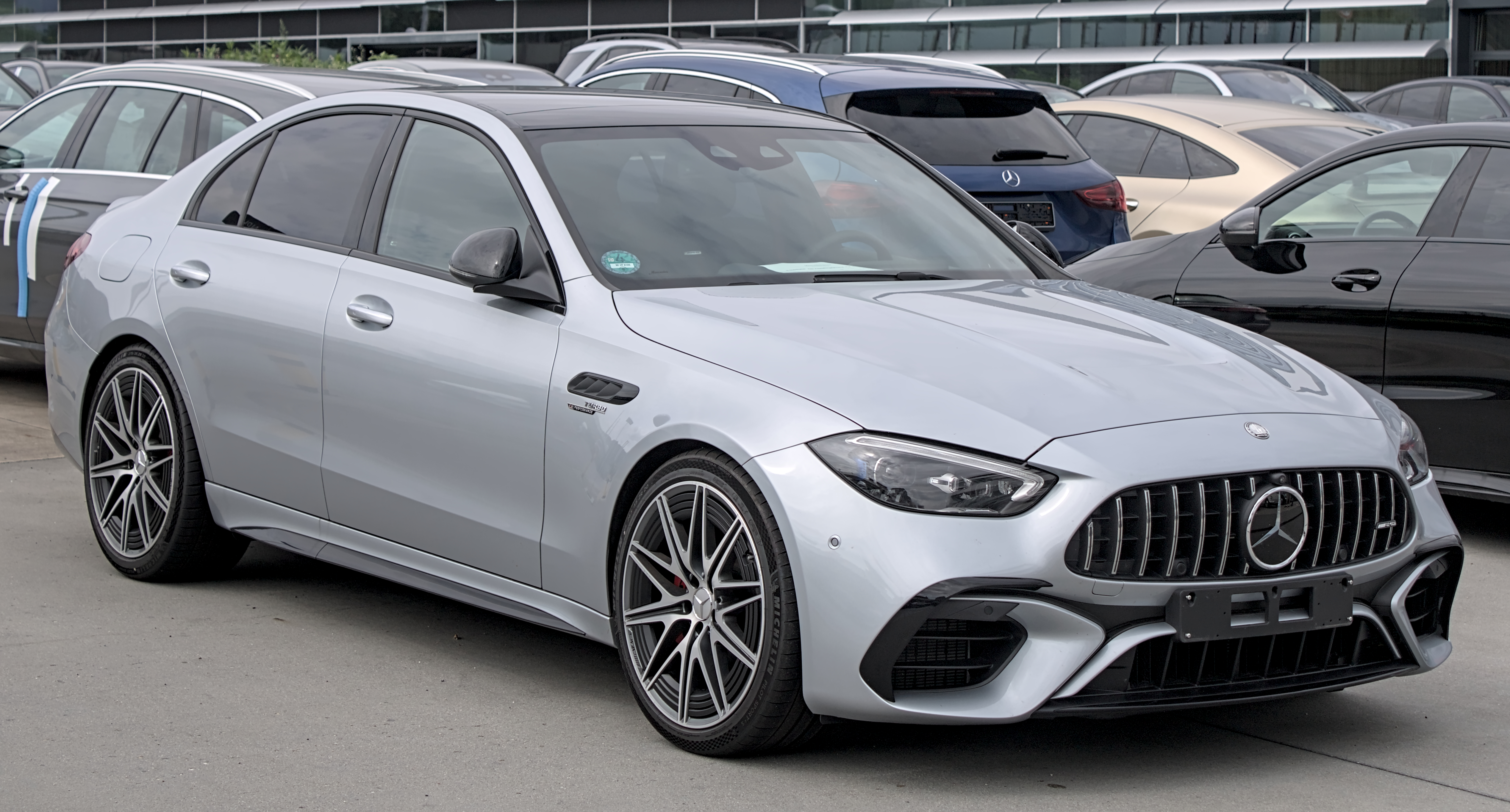
Mercedes-AMG C 63 sedan
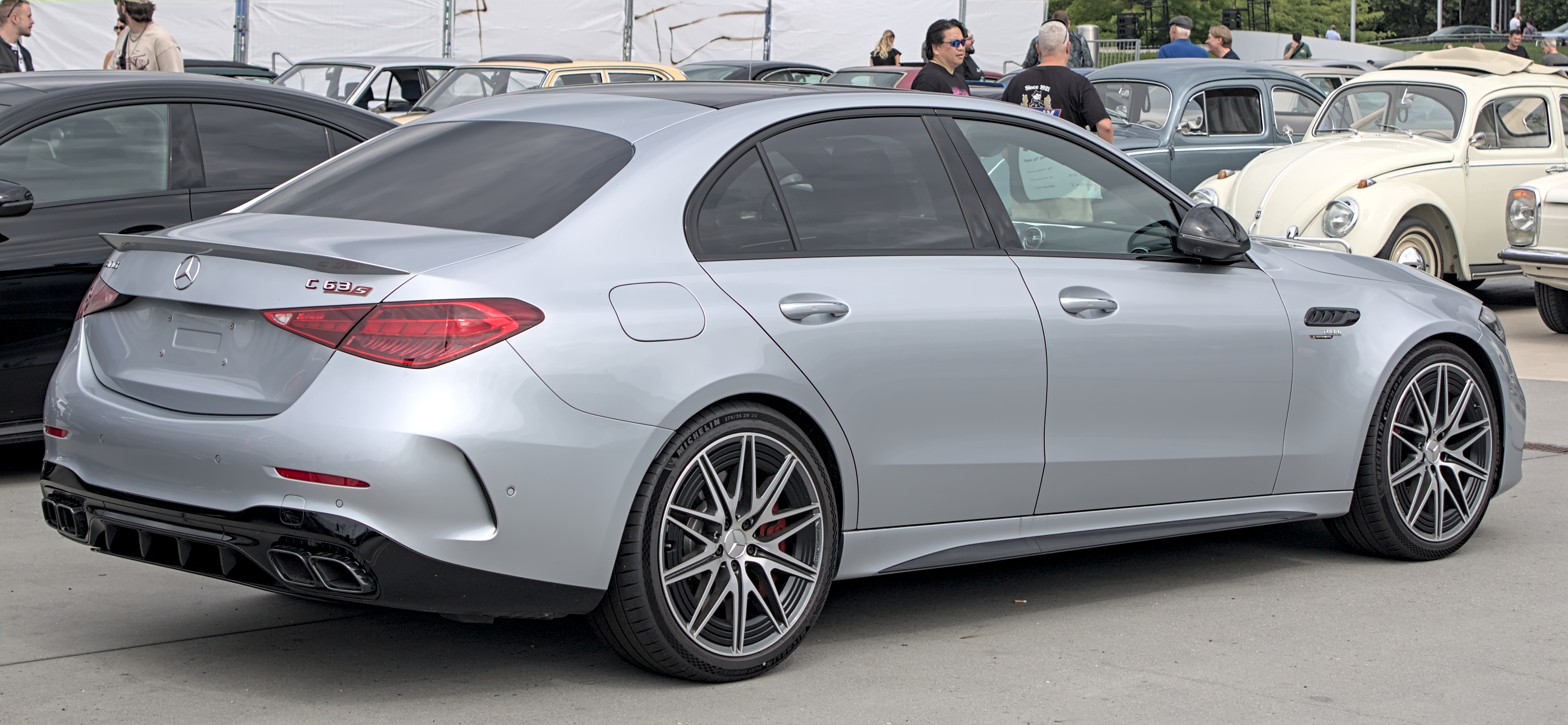
Mercedes-AMG C 63 sedan